# Citroën
Сітроен (фр. Citroën [si.tʁɔ.ˈɛn]; ) — французька автомобільна компанія. Була самостійним відділенням французького концерну Groupe PSA, після його реорганізації входить в транснаціональну корпорацію Stellantis.

## Історія
Андре Сітроен (André Citroën) народився 5 лютого 1878 року в родині успішного підприємця. Його батько — Леві Сітроен (Levi Bernard Citroën) був співвласником підприємств, що займалися обробкою та продажем дорогоцінного каміння. Але не батько вчив Андре премудрості бізнесу. Коли майбутньому автомобілебудівникові було тільки шість років, батько покінчив життя самогубством. Втім, своїй родині він залишив чимало: величезну спадщину плюс зв'язки у фінансових і промислових колах Парижа.

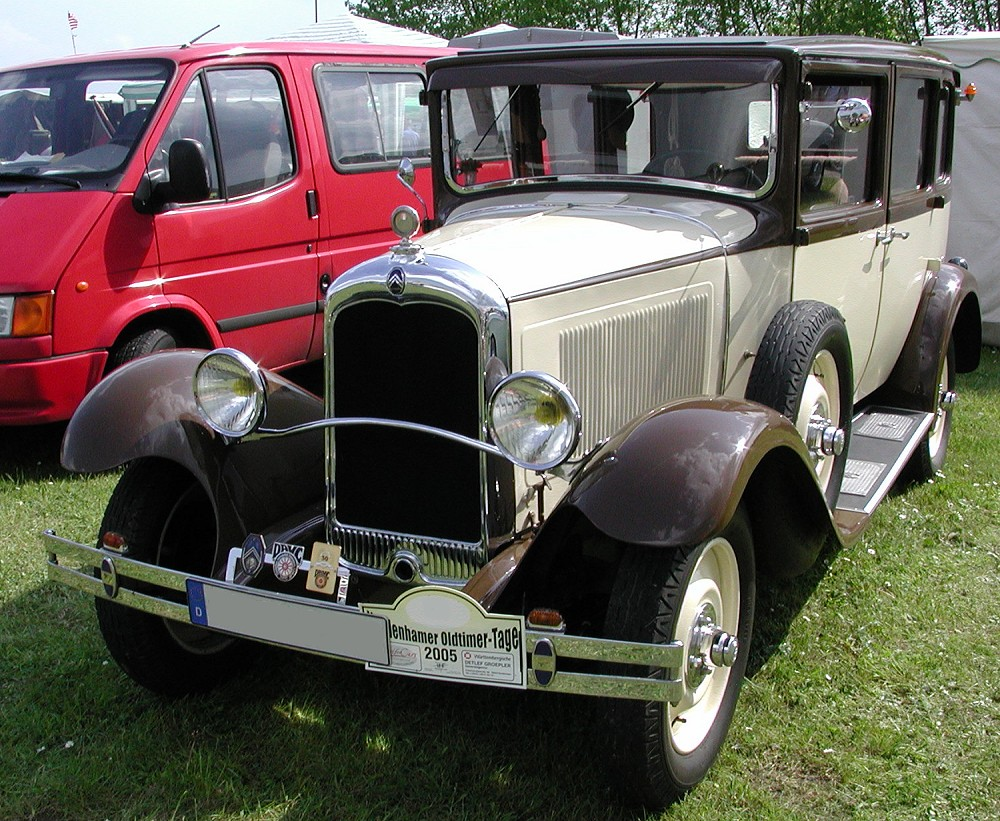
Citroën C4F (1929)

У ті часи син звичайно продовжував справу батька. Але Андре торгівля не приваблювала. У 1889 році він вступив до Політехнічної школи і після її закінчення, маючи двадцять три роки, почав працювати в майстернях своїх друзів братів Естеном, де виробляли деталі для паровозів.
У 1905 році Сітроен став компаньйоном Естеном, вклавши в справу все отримане від батьків у спадок. Він налагодив на заводі випуск зубчастих коліс (шестерень) — набагато досконаліших від тих, що робили конкуренти. Сконструював їх нікому невідомий польський механік-самоучка[джерело?]. А Сітроен вчасно помітив, що нова технологія дуже перспективна, і купив патент на її використання.

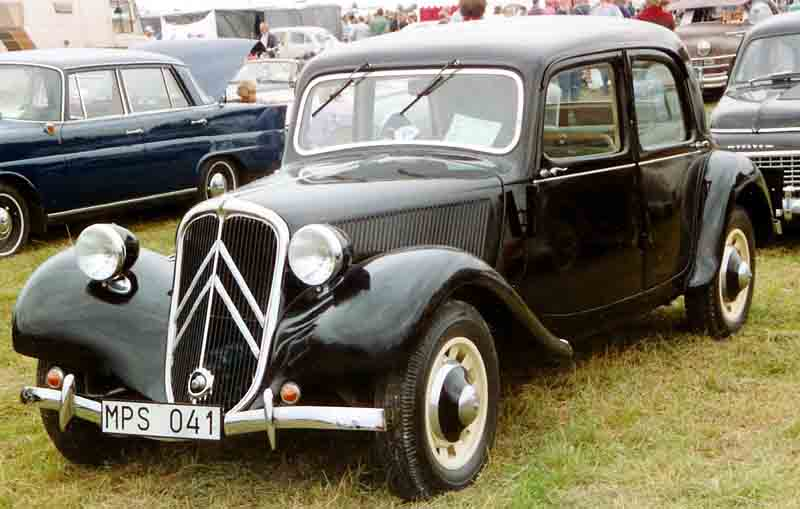
Citroën B11 Sport

Дуже швидко шестерні набули попиту на міжнародному ринку — у Лондоні, Брюсселі та Москві, що приносило власникам фірми величезні прибутки. Звідси бере початок і емблема компанії у вигляді перевернутих букв «V», які схематично позначають конічні шестерні. У Франції цю емблему називають «подвійний шеврон».
Андре Сітроен виконував на заводі обов'язки технічного й комерційного директора, і незабаром він позбувся конкурентів. Ім'я молодого підприємця стало легендою й допомогло йому в 1908 році зайняти місце технічного директора на автомобільному заводі Mors.

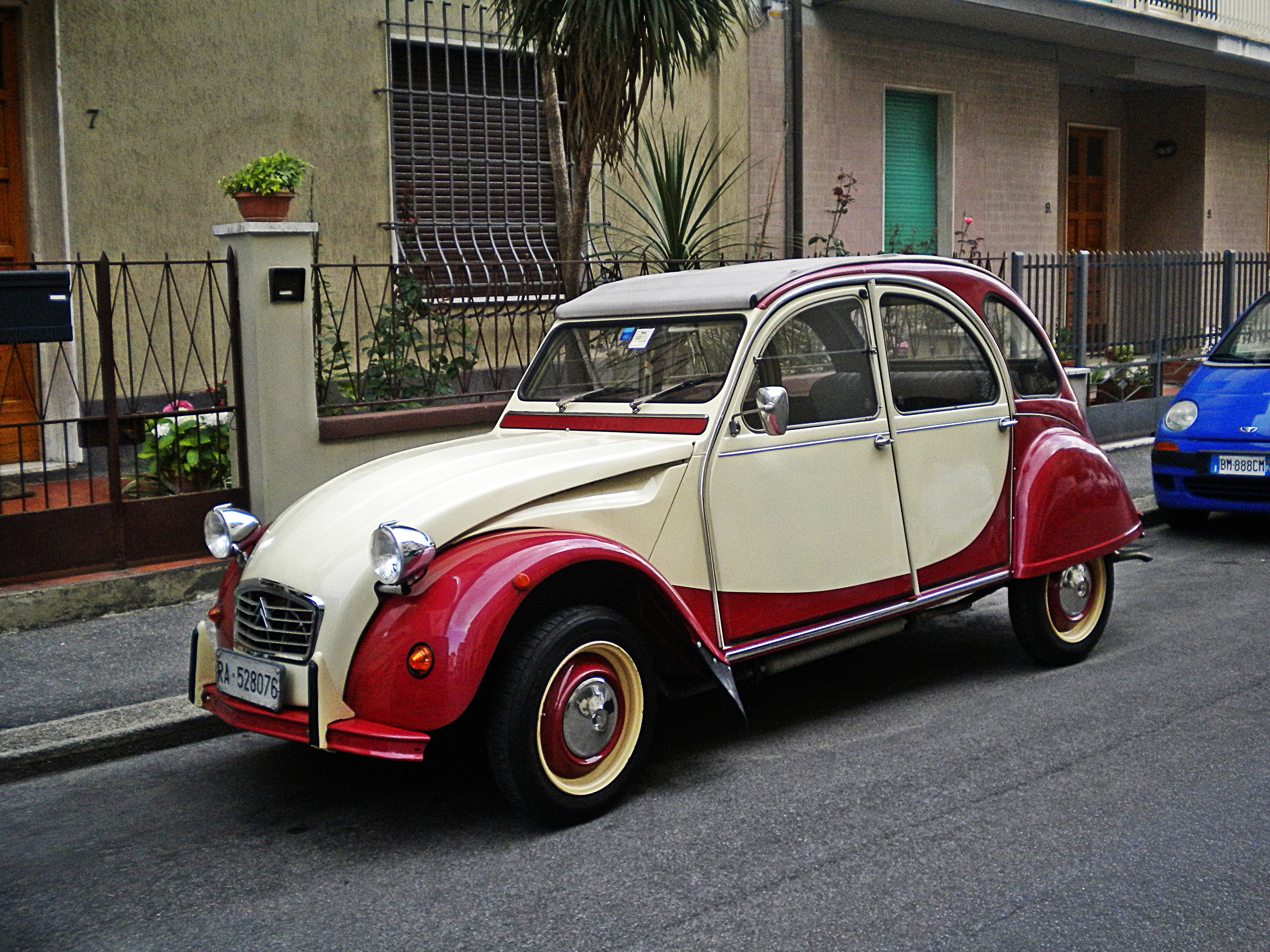
Citroën 2CV

Citroën і тут розвив бурхливу діяльність: залучив до роботи свіжі розуми, модернізував конструкцію автомобілів, що випускаються і запропонував знизити ціни на них. Успіх прийшов негайно. Продажі різко збільшилися.
Під час Першої Світової війни Сітроен знову довів свої здібності. Він поставив свій підприємницький талант на службу воюючої Франції й своїх ділових амбіцій. Бачачи, як погано французька армія забезпечується боєприпасами, він вступає в переговори з військовим міністерством і пропонує в тримісячний строк налагодити масштабне виробництво снарядів. Армійському начальству проєкт здається нездійсненним. Однак Сітроен переконав державу укласти з ним контракт.

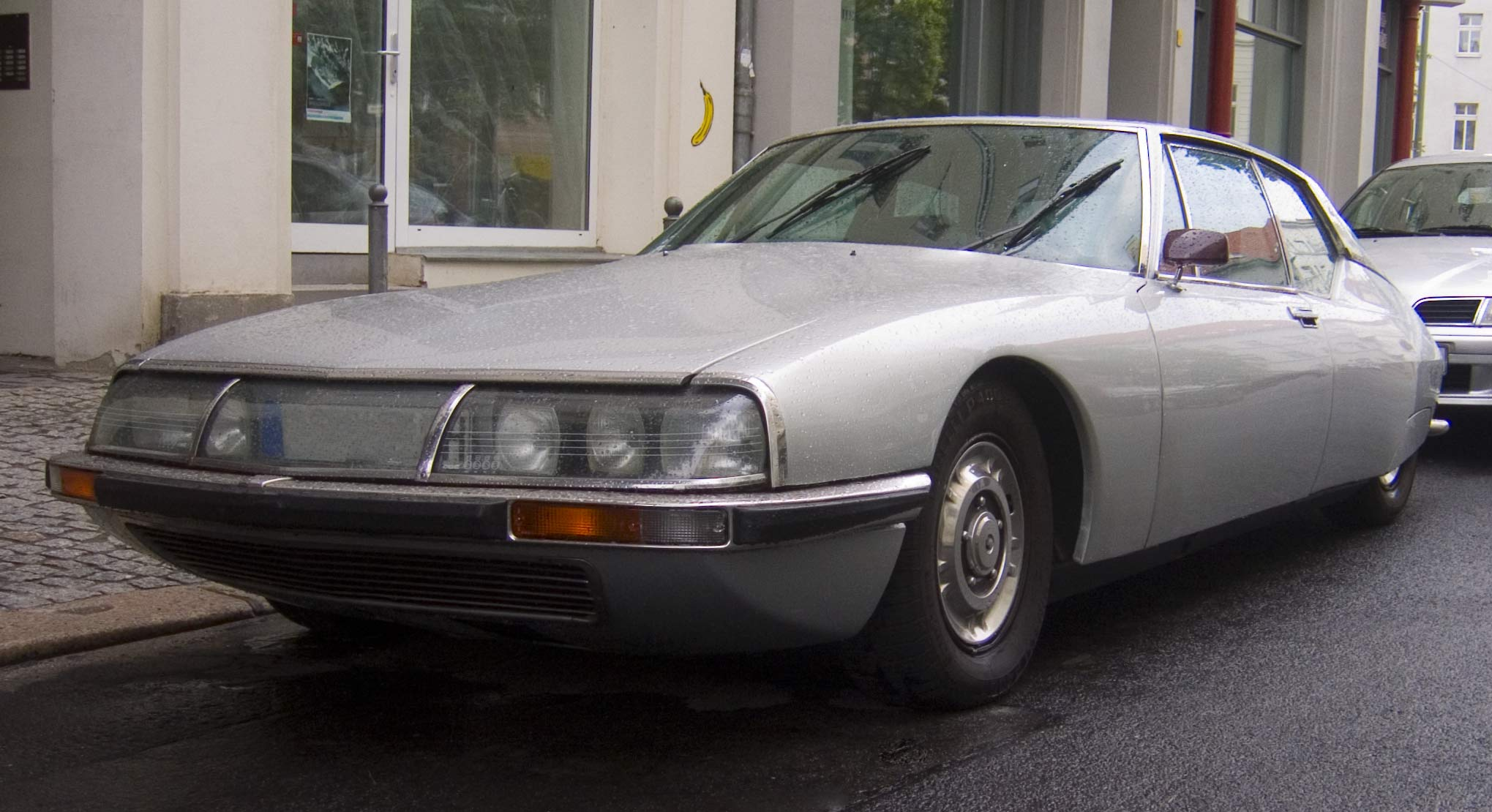
Citroën SM

Гроші на будівництво нового заводу він зібрав досить швидко: 20% угоди авансувала держава, решту засобів вдалося взяти в кредит у друзів-промисловців і фінансистів.
І за лічені місяці, буквально на порожньому місці, на паризькій набережній Жавель, виникають заводи з масового виробництва зброї, що випускали більше снарядів, ніж усі інші підприємства країни разом узяті. Сам Сітроен пояснював свої успіхи лишень одним словом: організація.
Ще в розпал бойових дій Андре Сітроен замовив інженерам креслення автомобіля, який згодом одержав його ім'я. І ось, після війни, коли замовкли гармати, у нього було все, щоб організувати і розгорнути власне автомобільне виробництво: досвід, висококваліфікована команда, виробничі приміщення, де раніше випускали снаряди, і величезні фінансові кошти, зароблені на військових замовленнях.

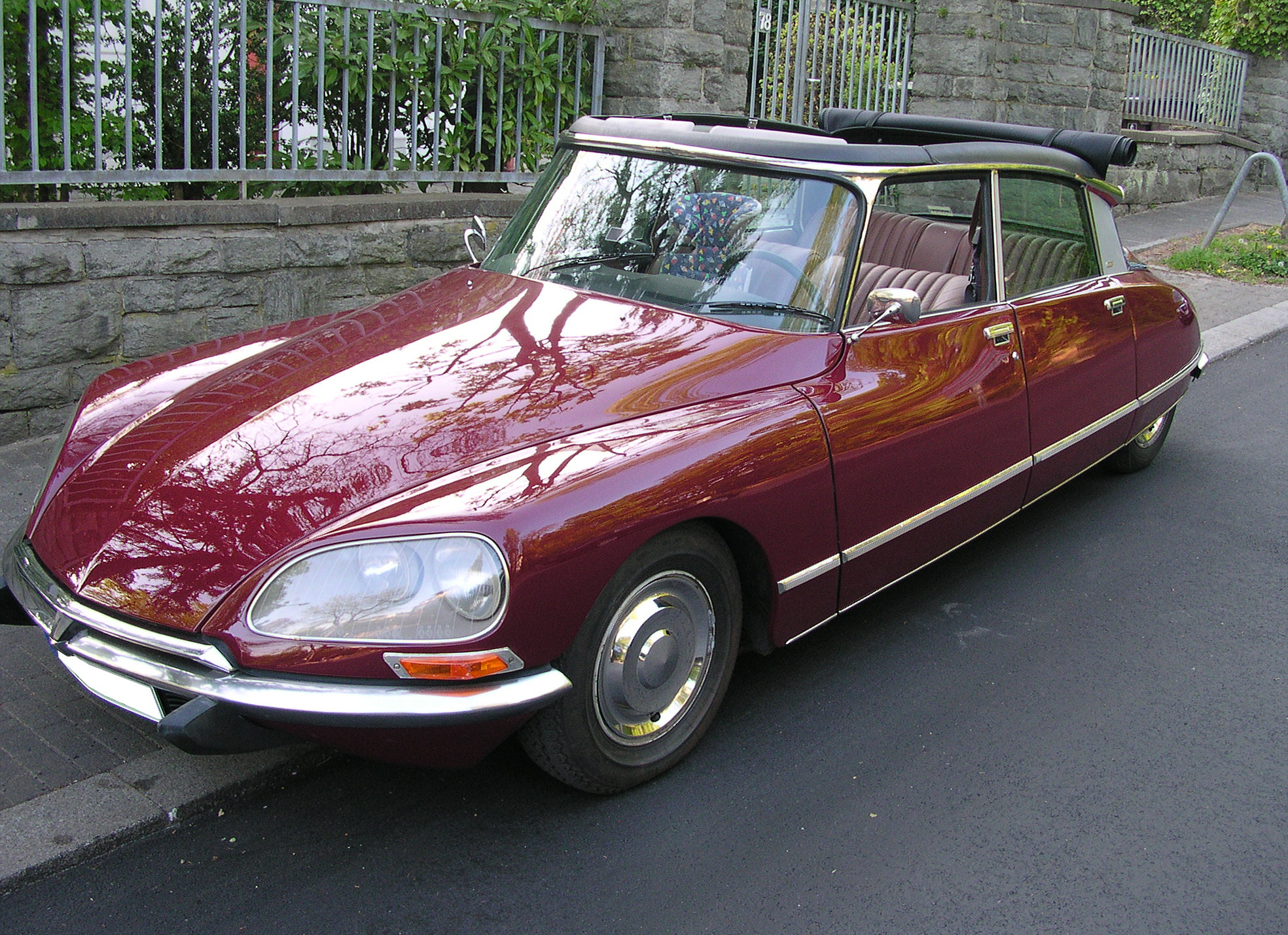
Citroën DS Cabrio

Він один раз відвідав Америку, де на заводах Форда познайомився з американськими методами виробництва автомобілів, і в 1919 році, спільно з конструктором Жюлем Саломоном (Jules Salomon), творцем автомобіля Le Zebre, приступив до випуску автомобілів на колишньому збройовому заводі на набережній Жавель. Він прагнув до щоденного випуску 100 автомобілів.
На відміну від своїх європейських конкурентів, Сітроен побудував виробництво за американським принципом, почавши з випуску однієї-єдиної моделі. У той момент його основною метою було перетворення автомобіля з недоступного «дива» в масовий товар.
Малолітражки, пропоновані споживачам за низькою ціною, розходилися як гарячі пиріжки. Поступово модельний ряд розширився, і за перші десять років роботи компанія збільшила випуск машин майже в 50 разів. Першою моделлю був тип А (Citroën А) з двигуном об'ємом 1,3 літра і потужністю 7,4 кВт (10 к.с.), випущений у травні 1919 року.
Приховано від усіх Андре Сітроен розбирав на своєму заводі такі відомі американські автомобілі, як Buick, Nash, Studebaker, і вивчав на них можливі методи серійного виробництва. Фактично його Citroën А став одночасно і першим серійним автомобілем в Європі.

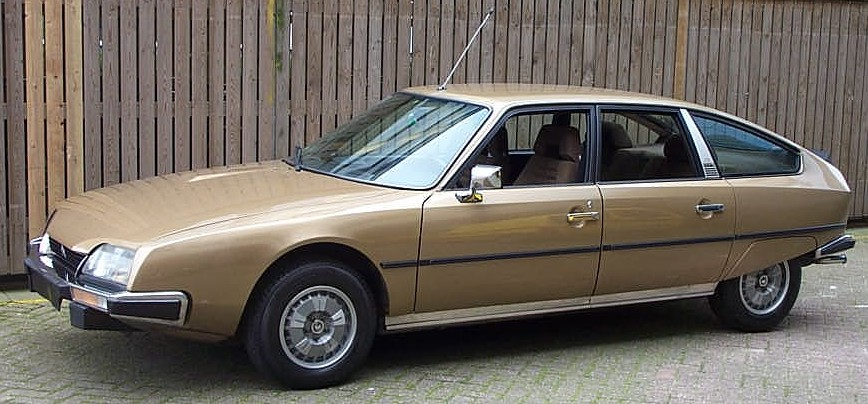
Citroën CX 2400 GTI 1978

За чотири роки виробництво досягло трьохсот автомобілів на день. Тоді ж Citroën виступив з новим, «народним» автомобілем 5 CV, який отримав назву Trefle («Трилисник»).
Сітроен також першим задумався про можливості далекоглядної реклами. Справа тому, що в 1925 році компанією Citroën було випущено понад 60 тисяч автівок, а в 1929-му — майже 100 тисяч.
Такі високі результати дозволили Citroën вийти на перше місце за обсягами виробництва у Франції, а потім і в Європі. Але зробити товар — це ще не все. Його ще потрібно продати. І, щоб залучити майбутніх споживачів, Сітроен розробив грандіозну систему реклами своїх машин і свого імені, що стало автомобільною маркою. Його фірма налагодила випуск іграшкових «Сітроенів», які точно повторювали великі машини для дорослих.
Щоб фірмовий знак заводів Сітроєна постійно був перед очима водіїв, по всій Франції були встановлені покажчики і дорожні знаки, увінчані «подвійним шевроном».

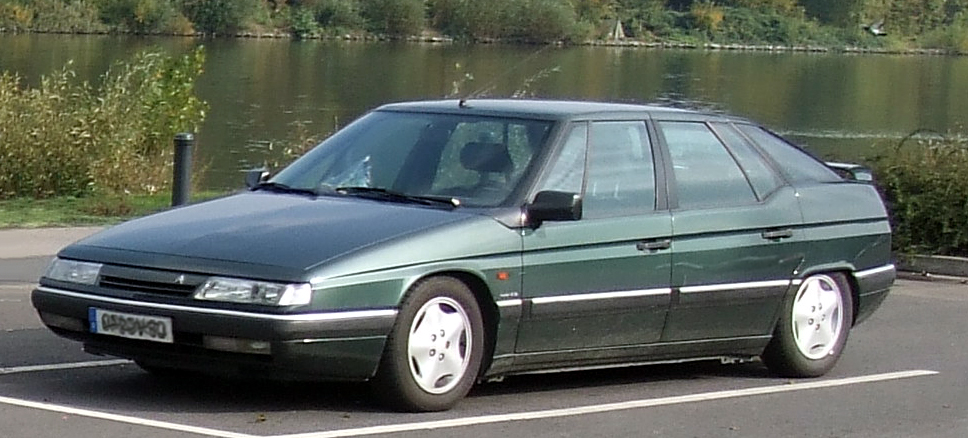
Citroën XM, Європейський автомобіль року 1990

Заради залучення потенційних клієнтів влаштовувалися так звані «рекламні пробіги» з віддалених районів Франції. По шляху проходження автомобілів фахівці компанії розповідали через гучномовці про особливості тієї чи іншої моделі Citroën.
Слова підкріплювалися помітними афішами, плакатами, цікавими вікторинами та лотереями, які організовувалися під час стоянок. У результаті від 3% до 15% відвідувачів виставок «на колесах» їхали додому на власних авто.
Демонстрацію товарів Сітроен взагалі вважає найкращою рекламою. «Виставки — найефективніший і найменш дорогий засіб реклами. Жоден із найхитромудріших рекламних прийомів не може зрівнятися з демонстрацією продукції. Враження від побаченого на власні очі набагато багатші від того, яке залишають кілька рядків у газеті», — вважав бізнесмен.
На рекламу Сітроен ніколи не шкодував грошей. Так, у 1929 році він побудував автомагазин, фасадом якого служила суцільна скляна вітрина заввишки в 21 метр і шириною в 10 метрів. Через цю прозору стіну, на яку пішло 19 тонн скла, можна було прямо з вулиці побачити безліч машин, розставлених на шести ярусах. Потім він заснував власну страхову компанію і заснував власні — жовті та блакитні — дорожні знаки.

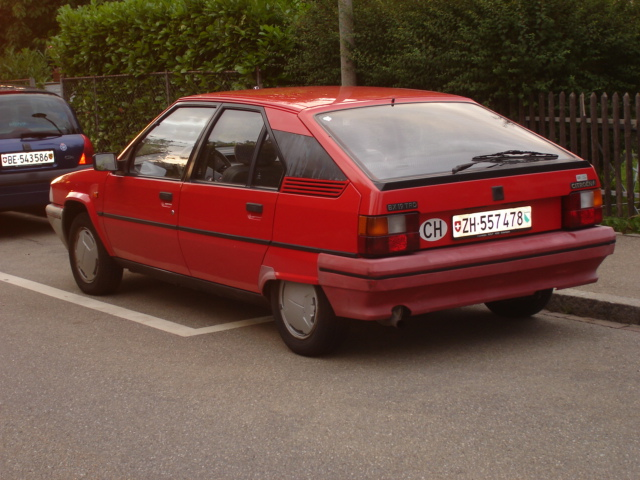
Citroën BX TRD

Якось, почувши про одного англійського льотчика, котрий уміє виводити на небесному тлі букви за допомогою білого сліду, Сітроен загорівся ідеєю намалювати на небі своє власне ім'я.
Трюк був виконаний: у небі з'явилися чотиристаметрові літери прізвища підприємця, що розтягнулися майже на п'ять кілометрів. Через кілька хвилин напис, на виготовлення якого були витрачені величезні гроші, розчинився в повітрі. Але який ефект!

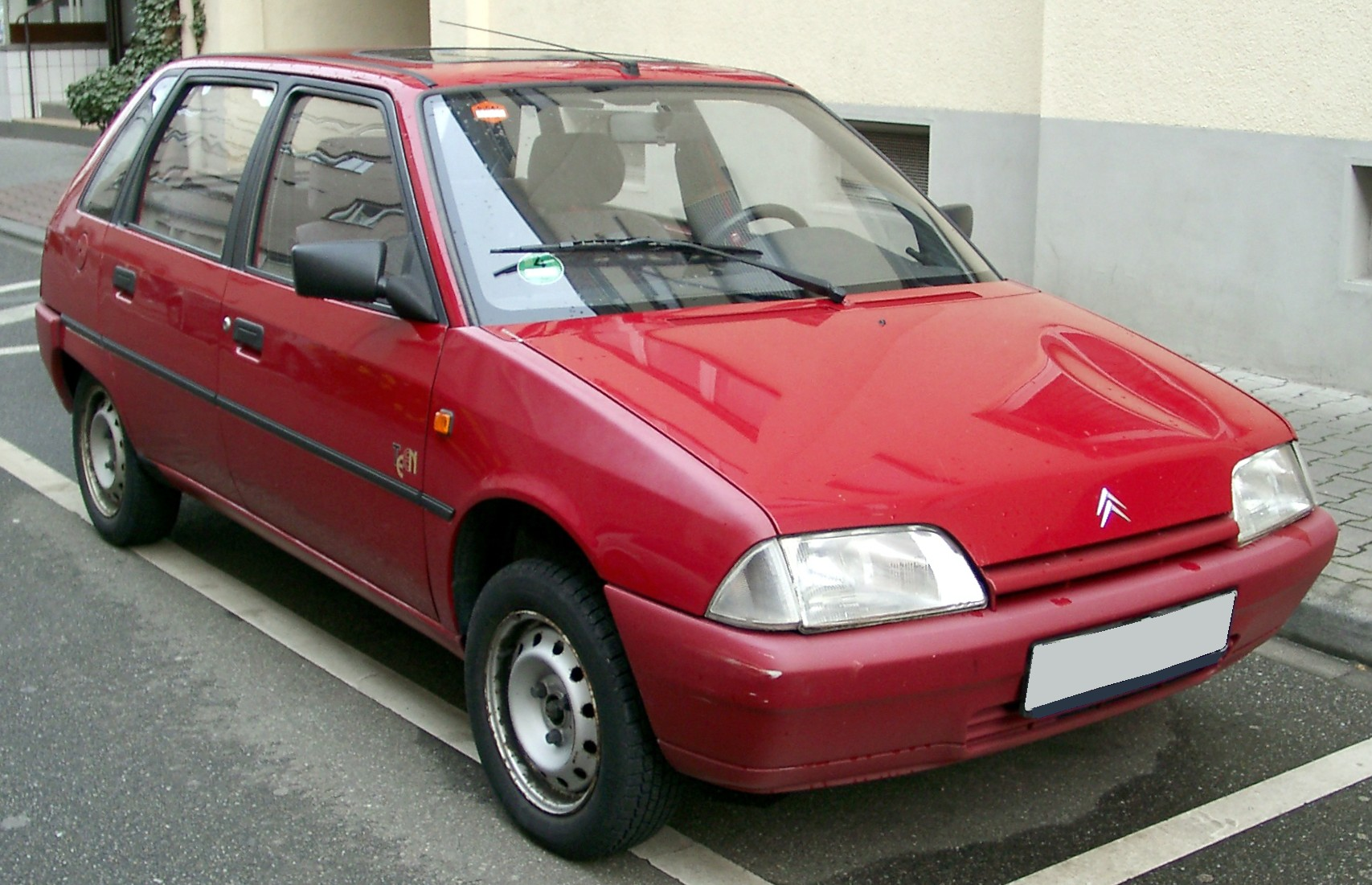
Citroën AX

Кульмінацією рекламних пошуків бізнесмена, підкріплених його особистою пихою, став проєкт «Ейфелева вежа у вогні». Встановивши на вежі 125 тисяч лампочок, компанія Сітроєна подарувала сучасникам незабутнє видовище. Один за одним на вежі спалахували десять зображень: силует Ейфелевої вежі, зоряний дощ, політ комет, знаки Зодіаку, рік створення вежі, поточний рік і, нарешті, прізвище Сітроен.
Андре Сітроен одним з перших повірив у міжнародне призначення автомобіля і підкріплював свою віру участю в самих авантюрних підприємствах, типу марафонської гонки по Сахарі або не менш важкого автопробігу по Азії.
На моделі В2 потужністю 14,8 кВт (20 к.с.) із напівгусеничною ходовою частиною вперше вдалося прокласти шлях через пустелю Сахара, а на моделі С4 — проїхати Середню Азію і, згодом, арктичну частину Канади.
А своїм замовникам Сітроен посилав грамофонні платівки із записом реклами своїх автомобілів.

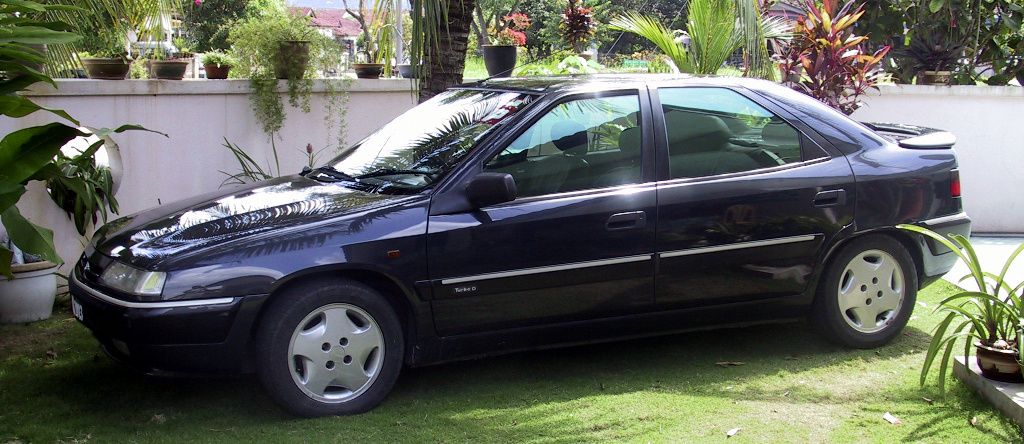
Citroën Xantia, автомобіль року 1994 в Італії i в Іспанії

Економічна криза на початку 30-х років послужила причиною занепаду діяльності Сітроєна. У 1933 році Сітроен постановив повністю перебудувати заводи на набережній Жавель. Витративши величезні кошти, він здійснив реконструкцію в рекордно короткий термін — лише за 5 місяців.
На підприємстві загальною площею в 55 тис. кв.м було розташовано гігантську безперервну потокову лінію продуктивністю 1000 машин в день. Стільки в той час споживав весь французький автомобільний ринок.

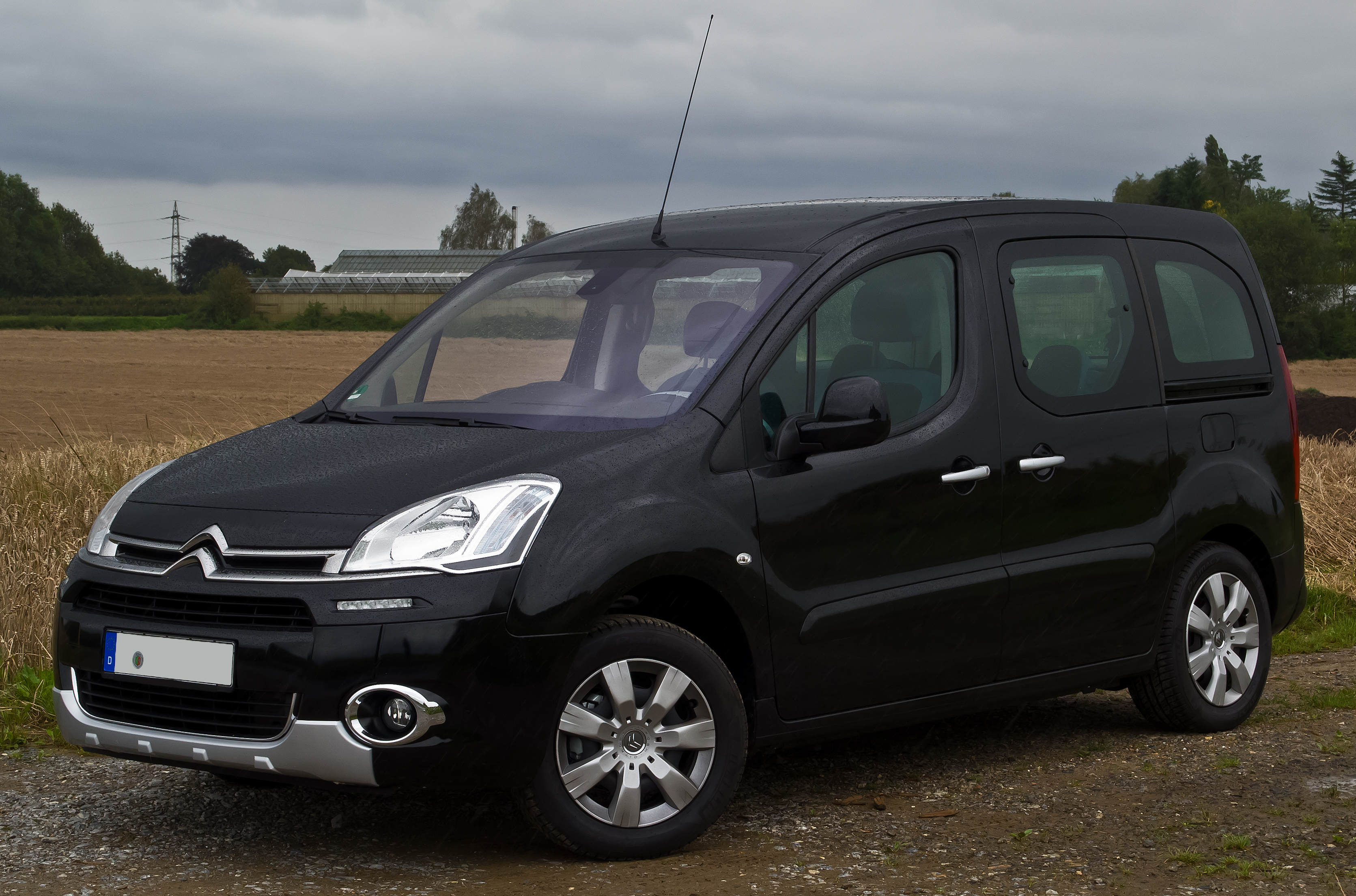
Citroën Berlingo

Але гігантоманія, що заволоділа Сітроеном, зрештою обернулася проти нього. Ахіллесовою п'ятою бізнесмена завжди була фінансова сторона справи. Він завжди жив боргами, залучаючи величезні інвестиції під свої ризиковані проєкти. Його потреби в грошах постійно випереджали його фінансові можливості.
Заплатити за ризик довелося в 1934 році, наприкінці світової економічної кризи. Кредитори відмовили Сітроену в нових позиках, а падіння попиту на автомобілі позбавило його можливості викрутитися власними коштами.
Після декількох спроб знайти джерела фінансування Сітроен змушений був оголосити себе банкрутом. 60% акцій фірми отримав тоді концерн гумових виробів Michelin. Сітроен не дожив до успіху нового революційного проєкту з переднім приводом, концепції якого фірма залишилася вірною до цього дня. Він помер у березні 1935 року. Його раптову кончину французькі газети пояснювали трьома причинами: "Пан Сітроен помер від невиліковної хвороби. Цілком можливо, що його відхід з життя прискорили фінансові труднощі, що спіткали його. Можливо, роль у цьому відіграла і смерть дочки".

Однак те, що бізнесмен зробив за 20 років, назавжди увічнить його ім'я. Воно, як і раніше, прикрашає автомобілі, що випускаються під однією з найвідоміших світових марок. «Якщо задум хороший, ціна не має ніякого значення», — говорив Андре Сітроен.

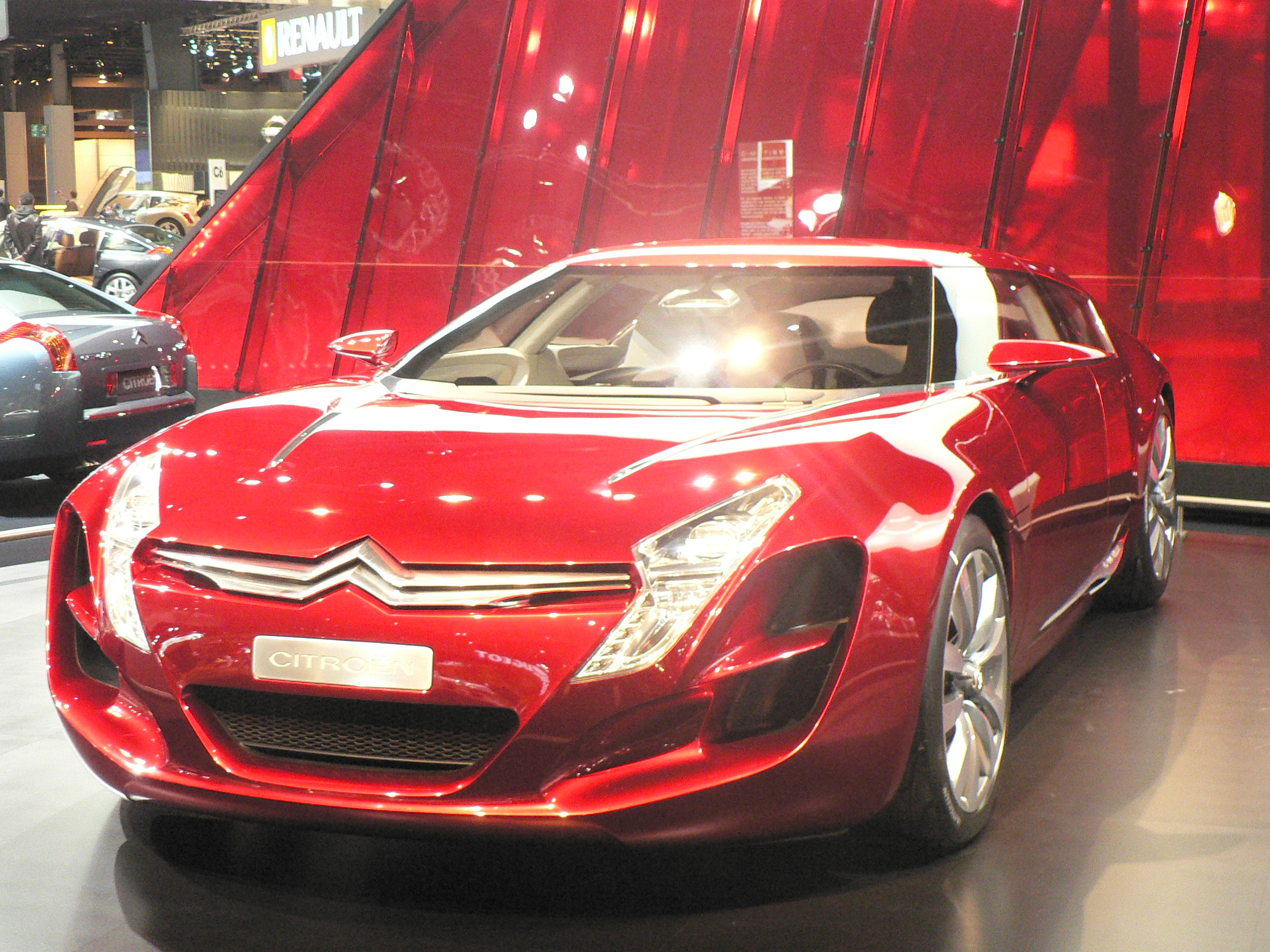
Citroën C-Metisse (концепт)

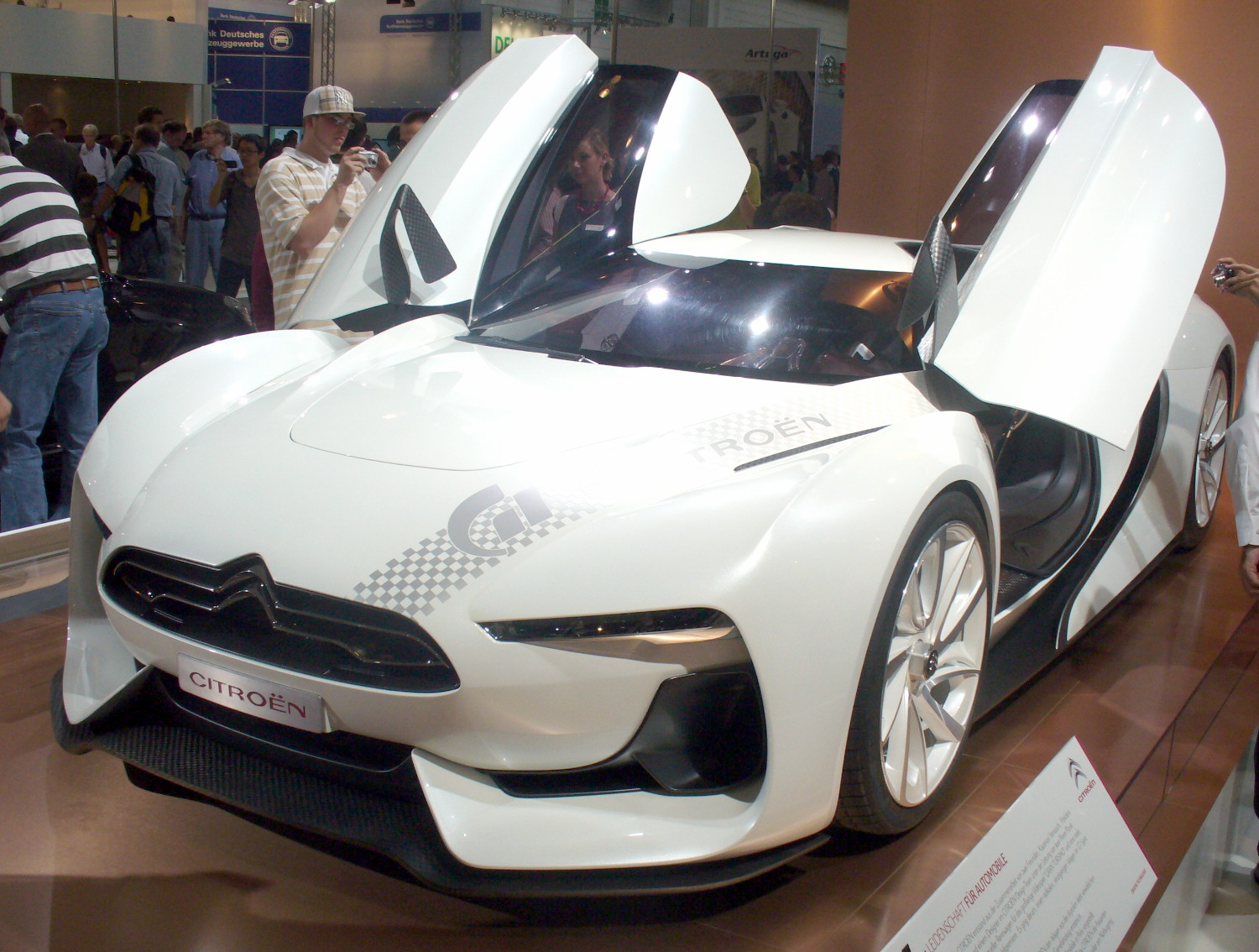
Citroën GT (концепт)

Citroën SM став плодом співпраці з відомою італійською компанією Maserati. Оснащений 170-сильним двигуном V6, гідропневматичною підвіскою та дисковими гальмами всіх коліс, SM став гідним купе класу GT.
Багато досягнень і перемог було в історії компанії Citroën та її знаменитих моделей. Але з пісні слова не викинеш — після майже 50 років тріумфу на автомобільному Олімпі компанії Citroën довелося пережити і прикрий період спаду.
Люди старшого покоління, які цікавляться автомобілями, напевно пам'ятають ті часи, коли перше місце серед французьких автомобілебудівників займав саме Citroën. Peugeot і Renault не дано було обігнати цю марку, як не дано було піднятися над буденністю традиційних моделей. Citroën же для своїх автомобілів не скупився ні на передові технології, ні на оригінальний дизайн. Це були воістину гідні автомобілі.
У той час, до речі, жодному з французьких президентів не могла прийти в голову ідея — їздити на чому-небудь іншому, крім моделей Citroën DS або SM.
Але великих доходів екстравагантність не приносила. До середини 70-х років на тлі нафтової кризи, оригінальні, але паливовитратні моделі Citroën почали погано продаватися. Компанія була змушена «стати як усі», надовго втративши при цьому свій імідж сміливого новатора.
У 1974 році чисто прагматичні міркування послужили причиною для її об'єднання з Peugeot. Завдяки цьому союзу Citroën, звичайно, врятував собі життя, але практично повністю втратив свою індивідуальність.

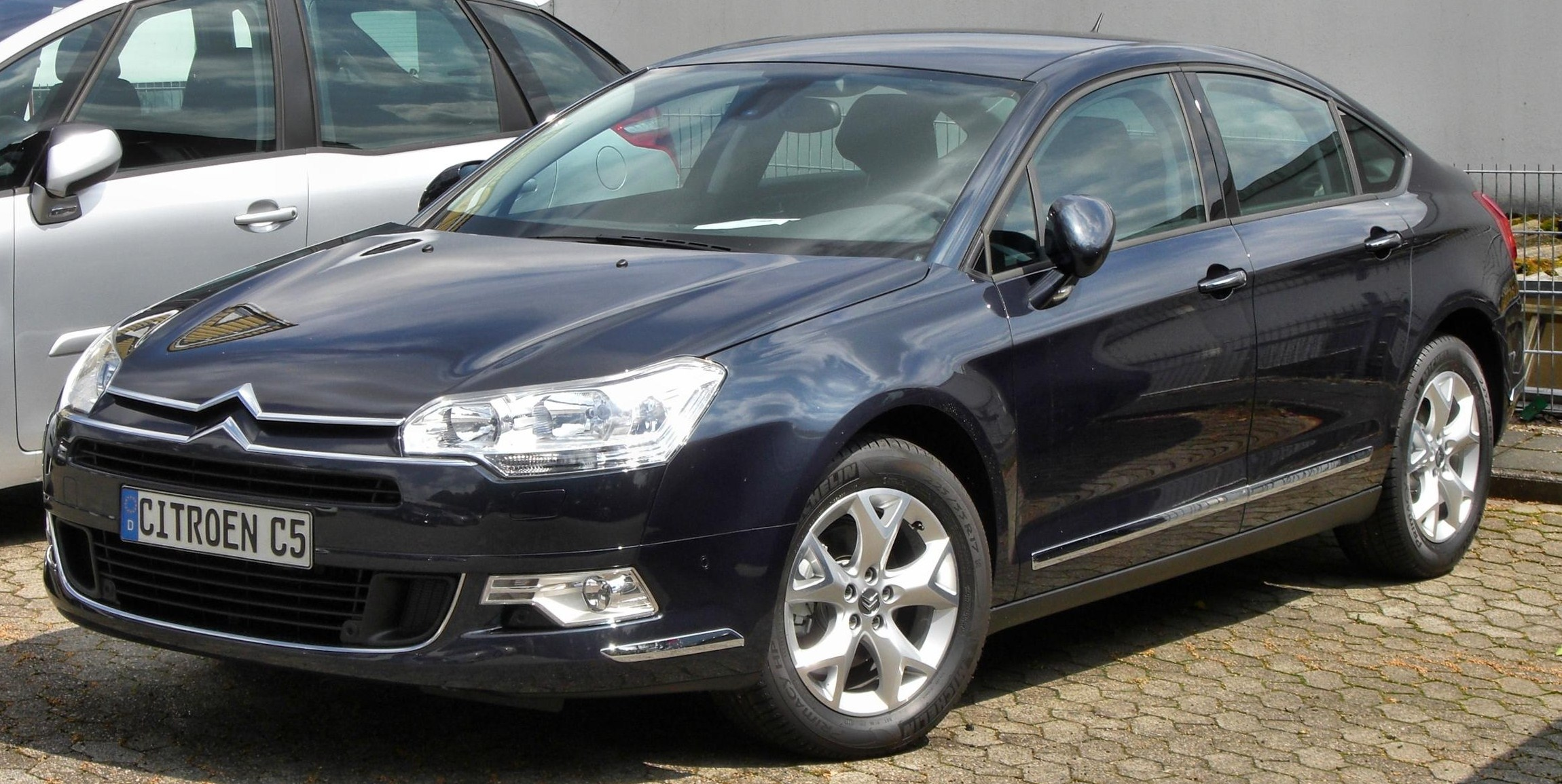
Citroën C5 II, автомобіль року 2009 в Іспанії i в Ірландії

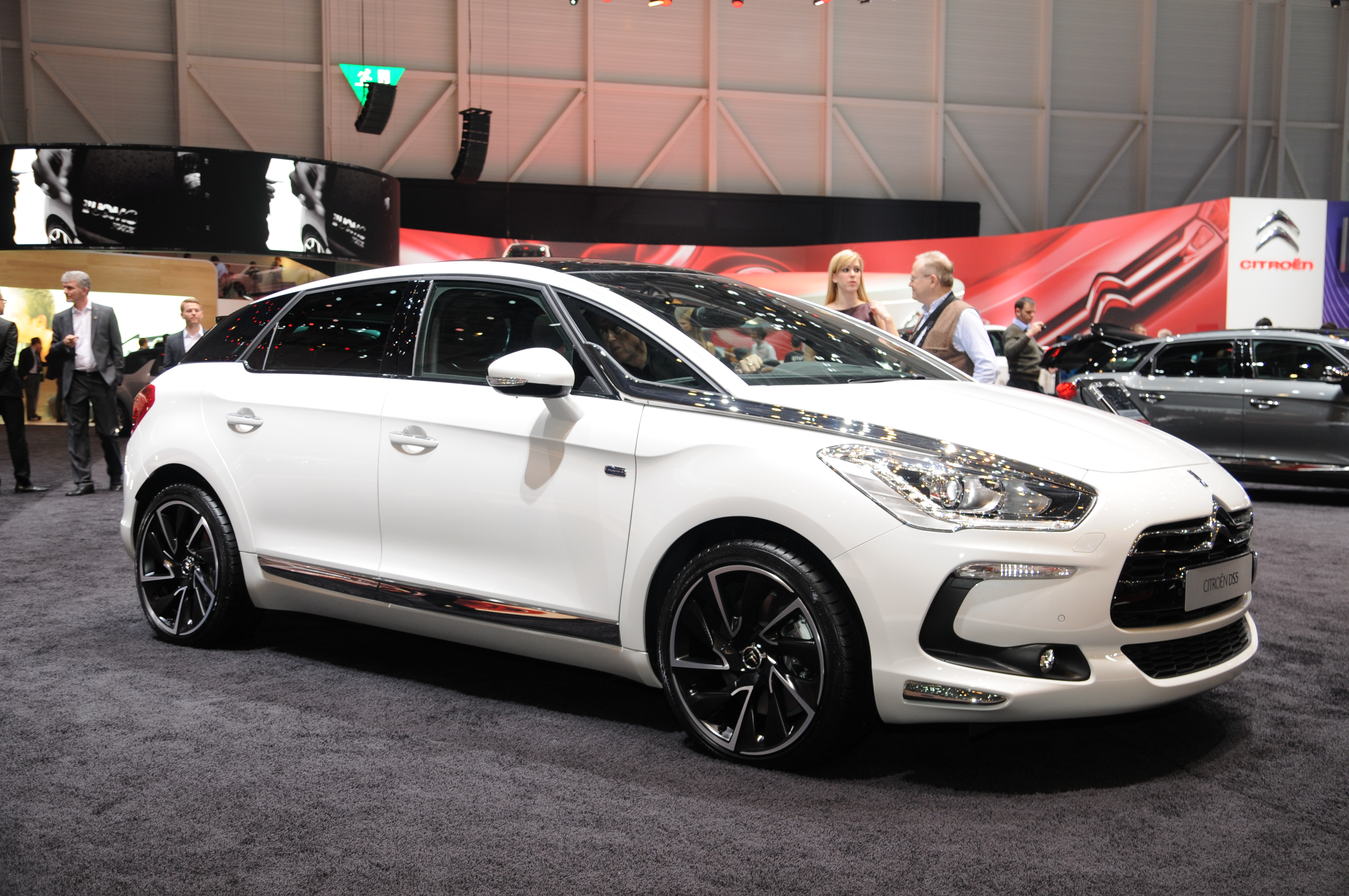
Citroën DS5

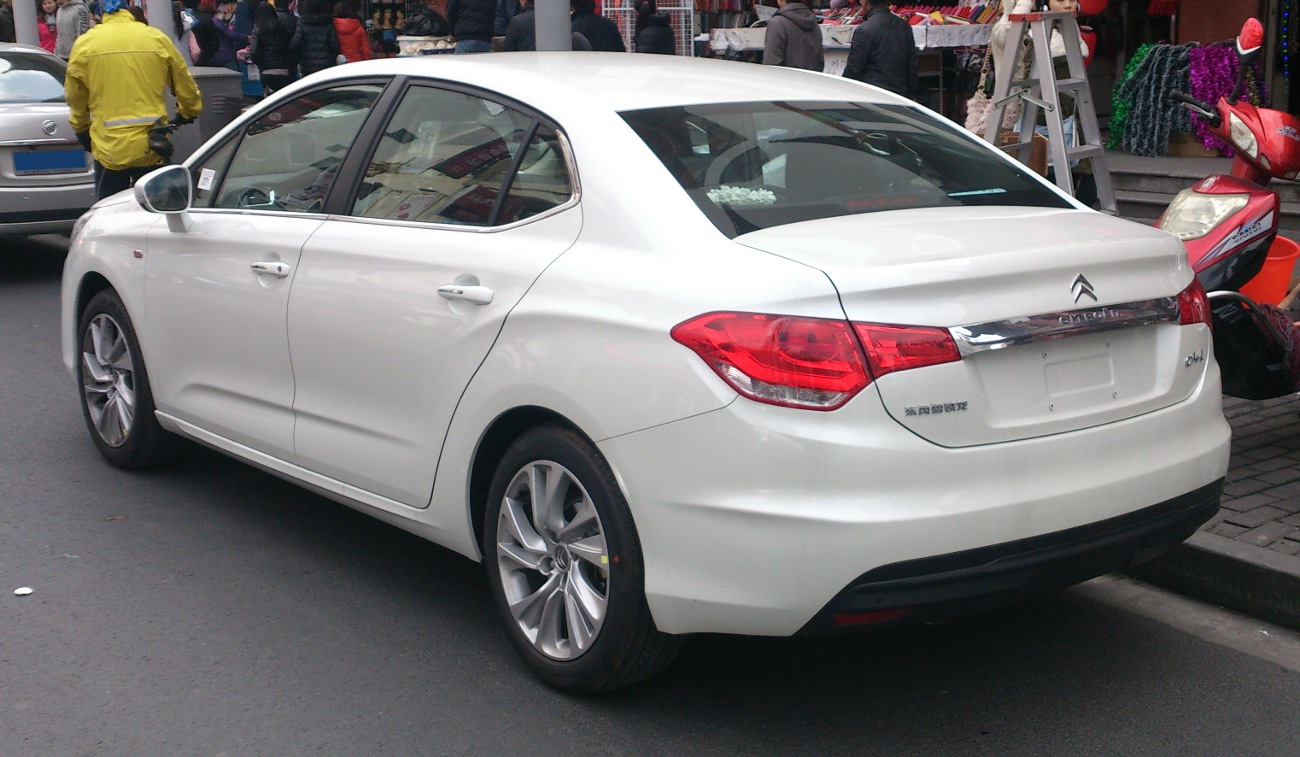
Citroën C4 седан

### 90-ті і до нашого часу
Лише на початку 90-х років, коли в автомобільний світ повернулася мода на оригінальність, Citroën, як один з основоположників екстравагантного та оригінального стилю, сміливо кинувся в бій.
Кардинально ж стан справ змінився в 1997 році, з приходом на посаду генерального директора концерну Жана-Мартіна Фольца (Jean-Martin Folz), який вирішив «оздоровити» фінансовий бік підприємства, скерувавши всі сили на творчу конструкторську діяльність, щоб внести максимальну кількість відмінностей в автомобілі двох представлених концерном марок. Для Citroën подібне рішення стало воістину початком відродження.
За останні роки модельна гамма автомобілів Citroën повністю оновилася. Абсолютно всі моделі отримали новий стильний дизайн і вдосконалені технічні характеристики, що дозволило концерну Citroën домогтися постійного і динамічного зростання продажів: на 52% за останні п'ять років!
У 2000 році Citroën перевершив свій власний рекорд продажів за всю історію свого існування, продавши більше 1 мільйона автомобілів. І це не межа, оскільки динамічні показники приросту продажу збереглися і зараз, незважаючи на той факт, що загальносвітовий попит на автомобілі протягом останніх років постійно скорочується.
Журнал Forbes назвав главу концерну PSA Жана-Мартіна Фольца бізнесменом 2001 року, відзначивши його вміння, правильно розставивши пріоритети, у найкоротші терміни відновити прибутковість підприємства і вивести його прибутковість на високі показники. У 2002 році вже більше 1 312 000 покупців сіли за кермо нових автомобілів із «подвійним шевроном».
Лінійка «С», яка стартувала седаном середнього класу C5, буквально за кілька років розрослася до розмірів модельного ряду передових німецьких виробників. Мінівен C8, компактні хетчбеки C4, C2, C3, крихітний C1 і гігантський люкс-седан C6.
2013 року обличчям марок Citroën і DS Automobiles стала аргентинська модель Кароліна Ардоайн.

## Трофеї

#### Автомобіль Року в США
- 1972 Citroën SM Motor Trend Car of the Year

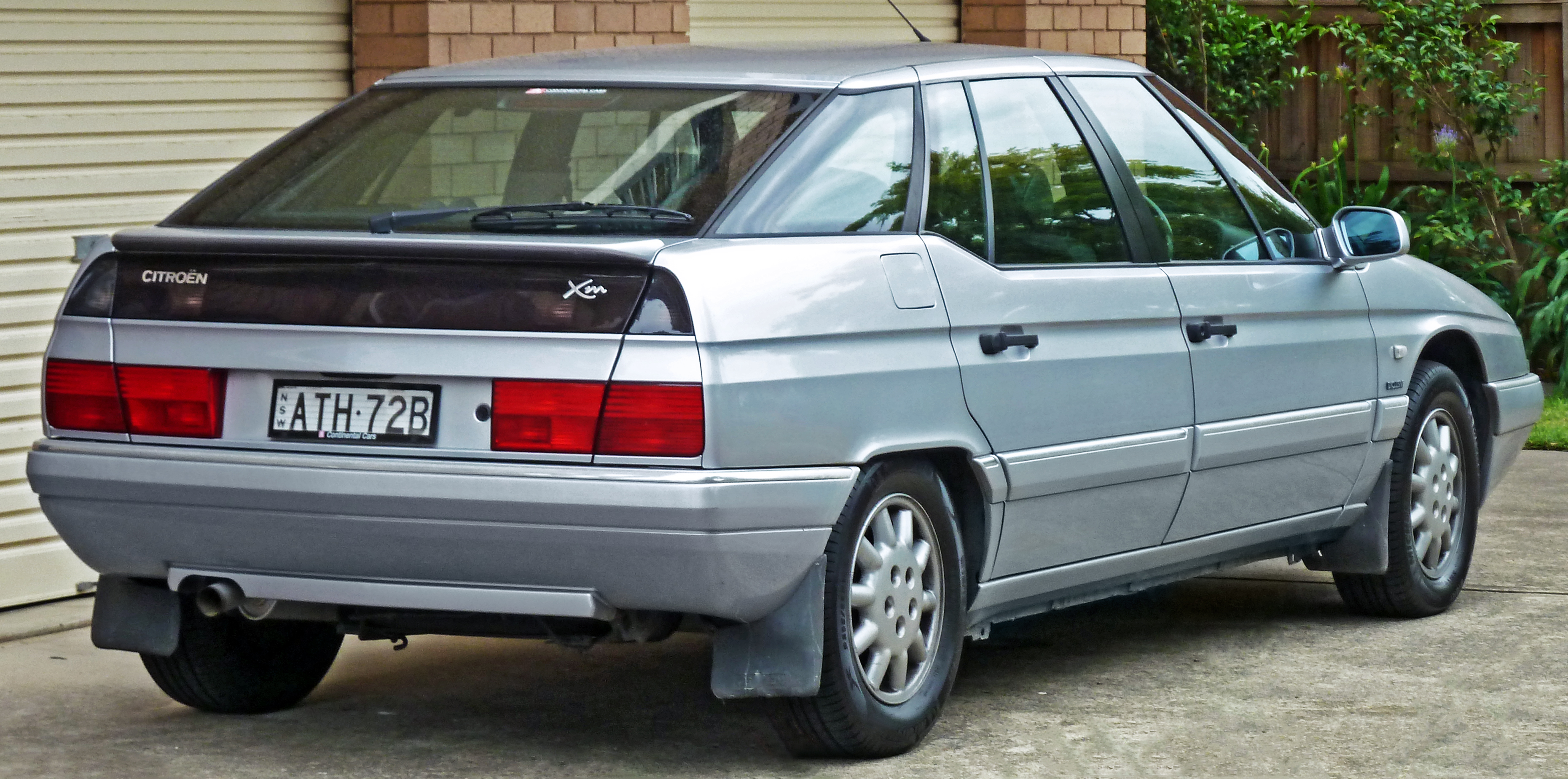
Citroën XM Європейський автомобіль року 1990

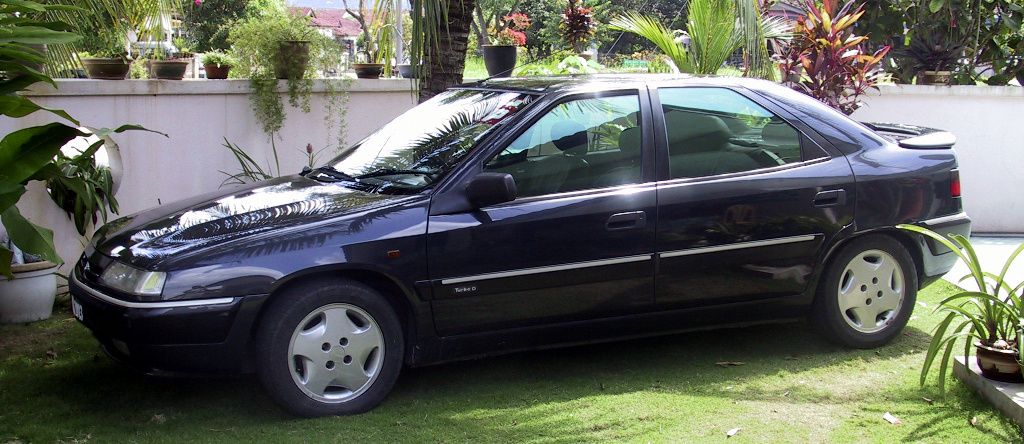
Citroën Xantia, автомобіль року 1994 в Італії i в Іспанії

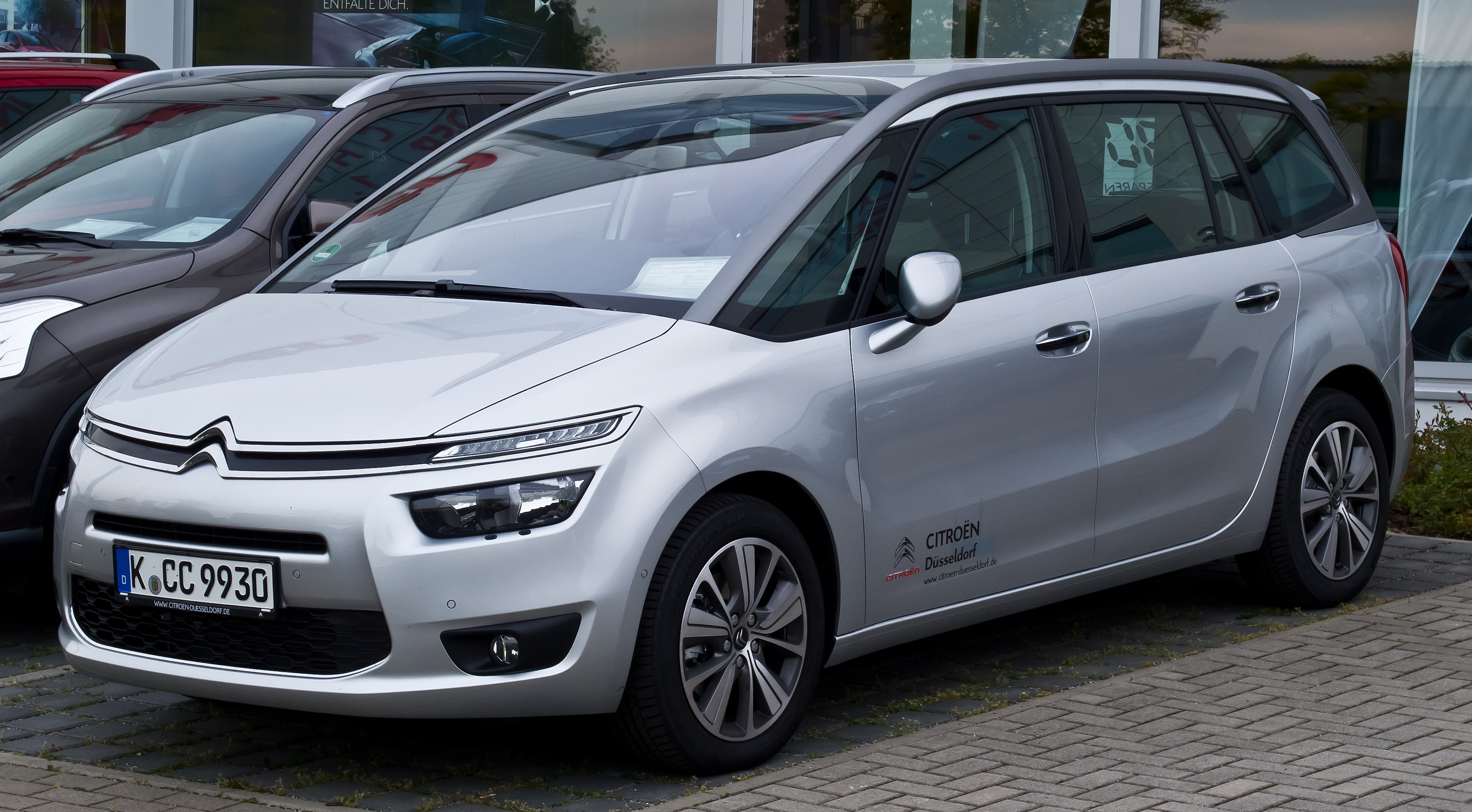
Citroën C4 Picasso, автомобіль року в Ірландії

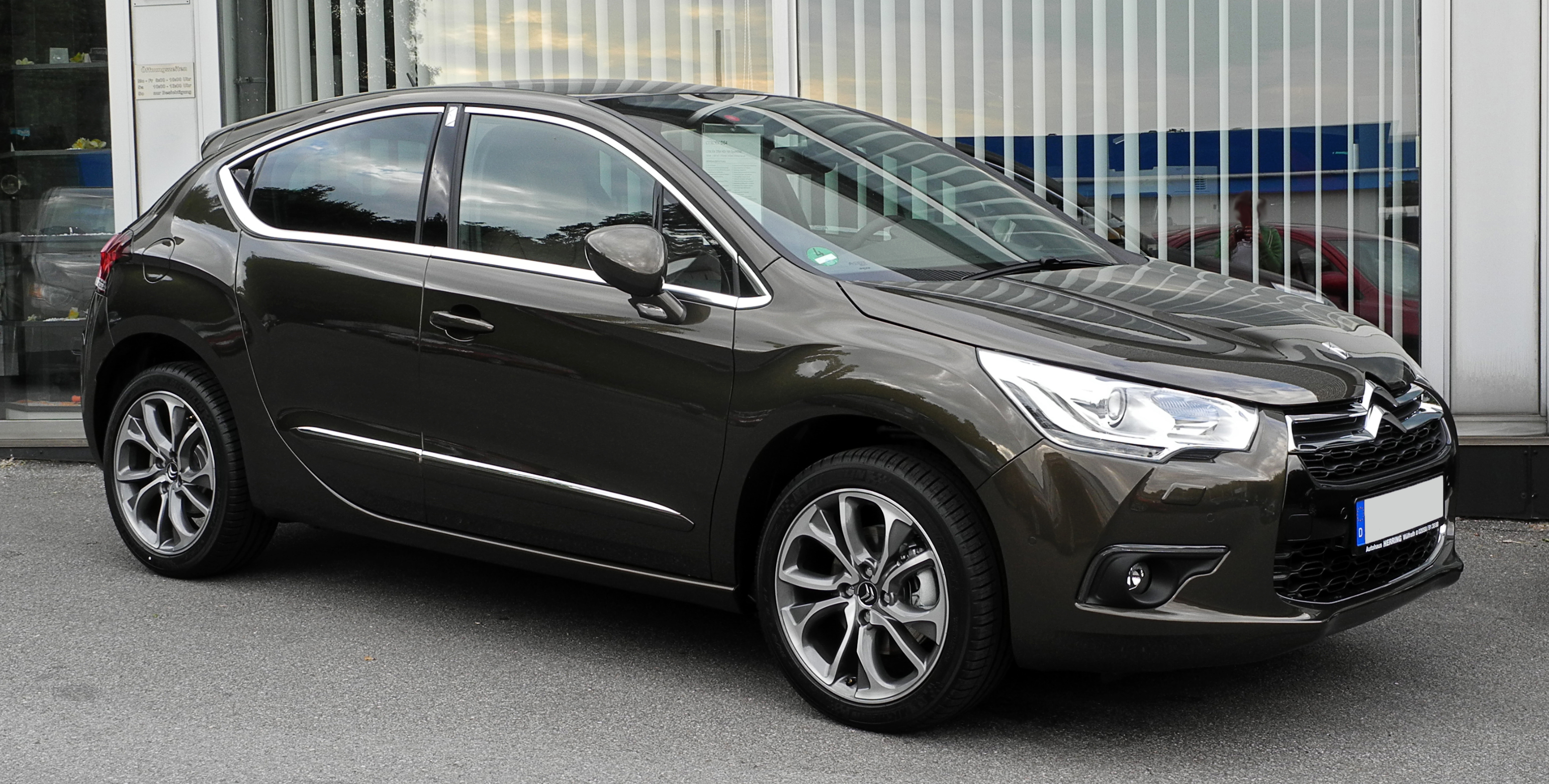
Citroën DS4, автомобіль року 2012 в Італії

### Європейський автомобіль року
Сітроен виграв тричі трофей Європейський автомобіль року.
- 1971 – Citroën GS
- 1975 – Citroën CX
- 1990 – Citroën XM

Інші моделі Сітроен прийшли в змаганні або другими, або третіми.
- 1971 – Citroën SM
- 1988 – Citroën AX
- 1992 – Citroën ZX
- 1994 – Citroën Xantia
- 2003 – Citroën C3
- 2005 – Citroën C4
- 2007 – Citroën C4 Picasso

### Автомобіль Року в Італії
Автомобіль Року "Auto Europa" (Union Italiana Giornalisti Automobile dell'Automotive).
- 1990 – Citroën XM[5]
- 1992 – Citroën ZX[5]
- 1994 – Citroën Xantia[5]
- 2001 – Citroën Xsara Picasso[5]
- 2002 – Citroën C5[5]
- 2003 – Citroën C3[5]
- 2005 – Citroën C4[5]
- 2012 – Citroën DS4[5]

### Автомобіль Року в Іспанії
- 1974 – Citroën GS
- 1977 – Citroën CX
- 1984 – Citroën BX
- 1988 – Citroën AX
- 1992 – Citroën ZX
- 1994 – Citroën Xantia*
- 2003 – Citroën C3
- 2004 – Citroën C2
- 2009 – Citroën C5

(*) : Renault Twingo ex aequo

### Автомобіль Року в Ірландії
- 1998 – Citroën Xsara
- 2009 – Citroën C5
- 2014 – Citroën C4 Picasso

## Модельний ряд

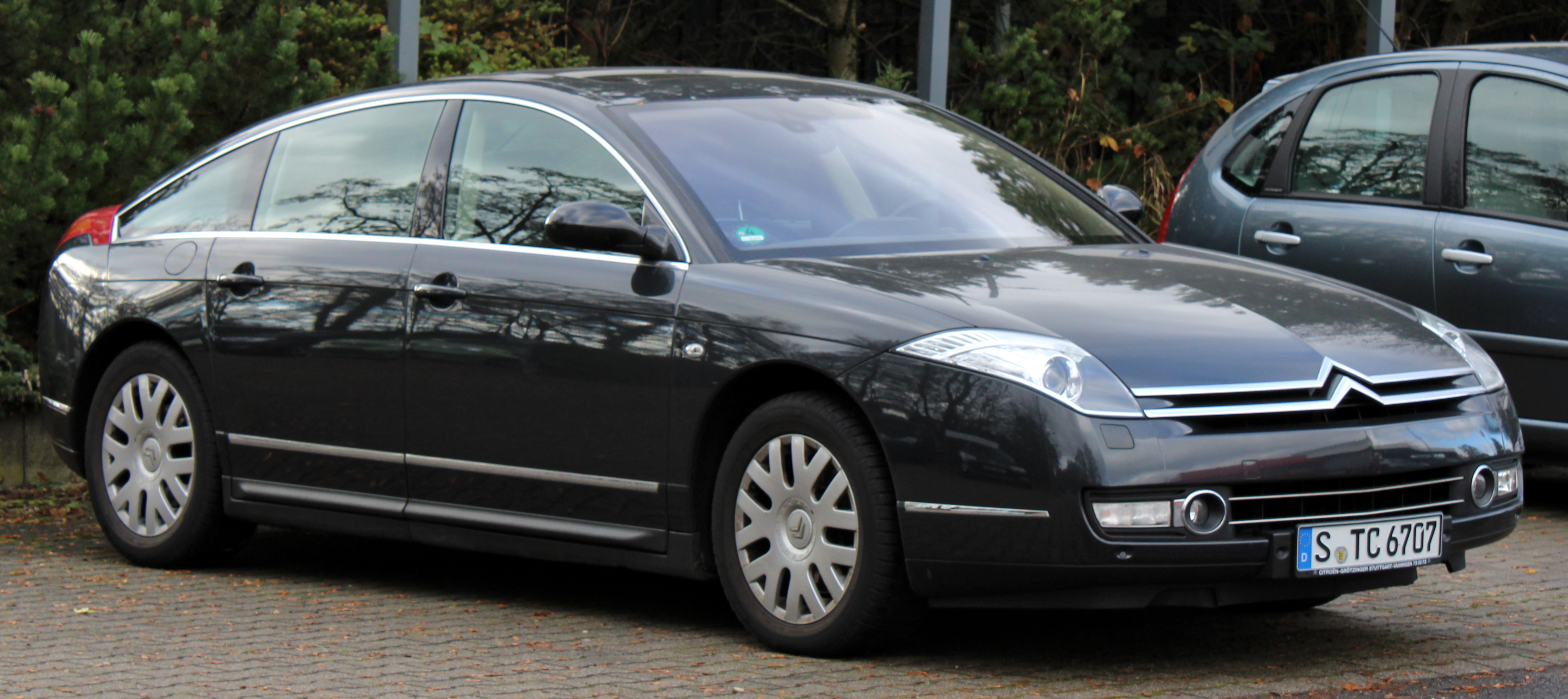
Citroën C6

### Citroën
- Citroën С3 IV (з 2024)
- Citroën C3 Aircross (з 2024)
- Citroën Basalt (з 2024)
- Citroën C4 III (з 2020)
- Citroën C4 X (з 2022)
- Citroën C4 Cactus (з 2014)
- Citroën C5 Aircross (з 2017)
- Citroën C5 X (з 2022)
- Citroën Ami (з 2020)
- Citroën SpaceTourer (з 2015)
- Citroën Berlingo (з 1996)
- Citroën Jumpy (з 1994)
- Citroën Jumper (з 1993)

### DS: "Distinctive Spirit"
DS розшифровується як "особливий Дух" (Distinctive Spirit) і "особлива Серія" (Distinctive Series). Це модна і преміальна лінія автомобілів, з високим рівнем обслуговування від Citroën DS. З 2014 DS став "автономним" брендом DS Automobiles.

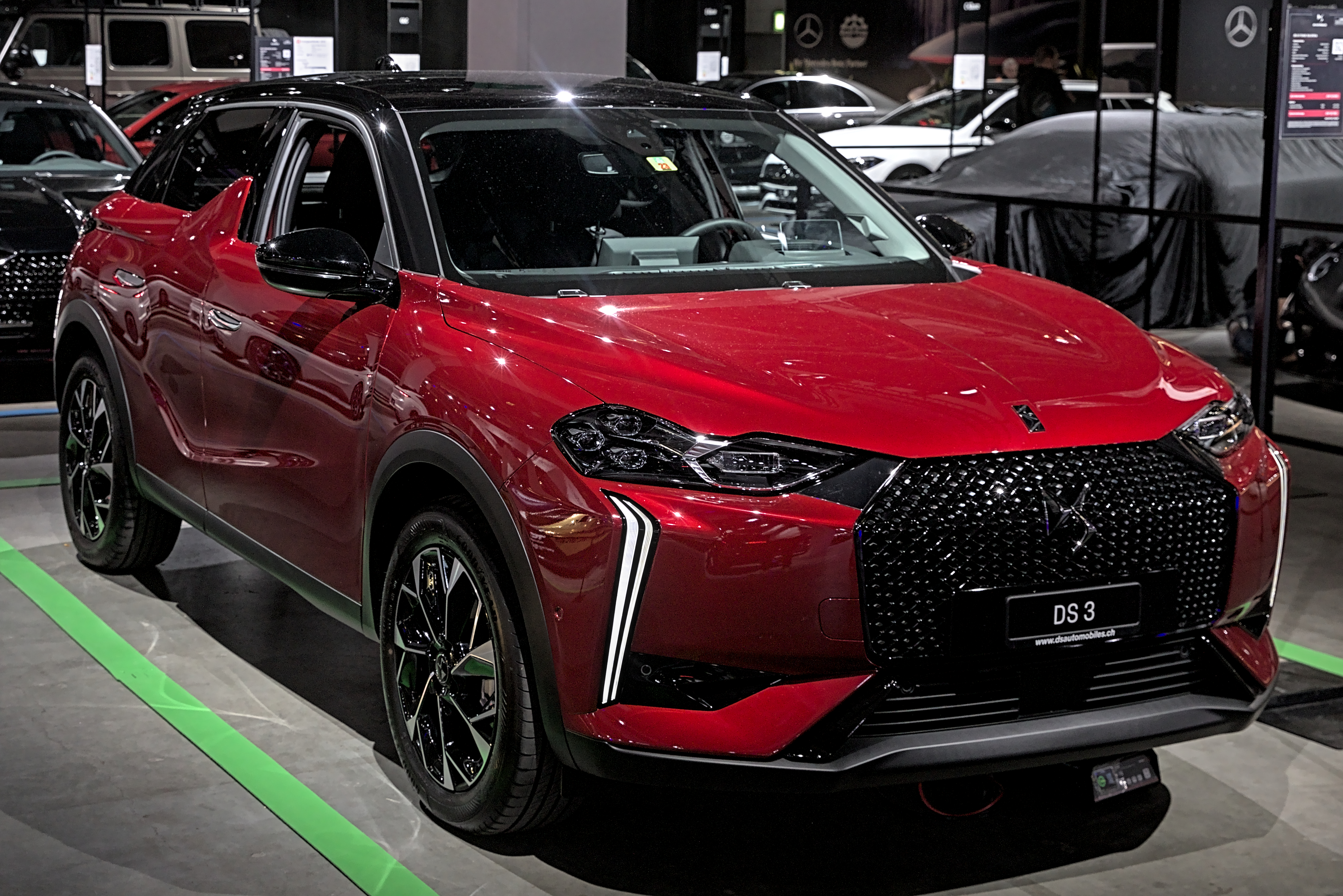
DS 3
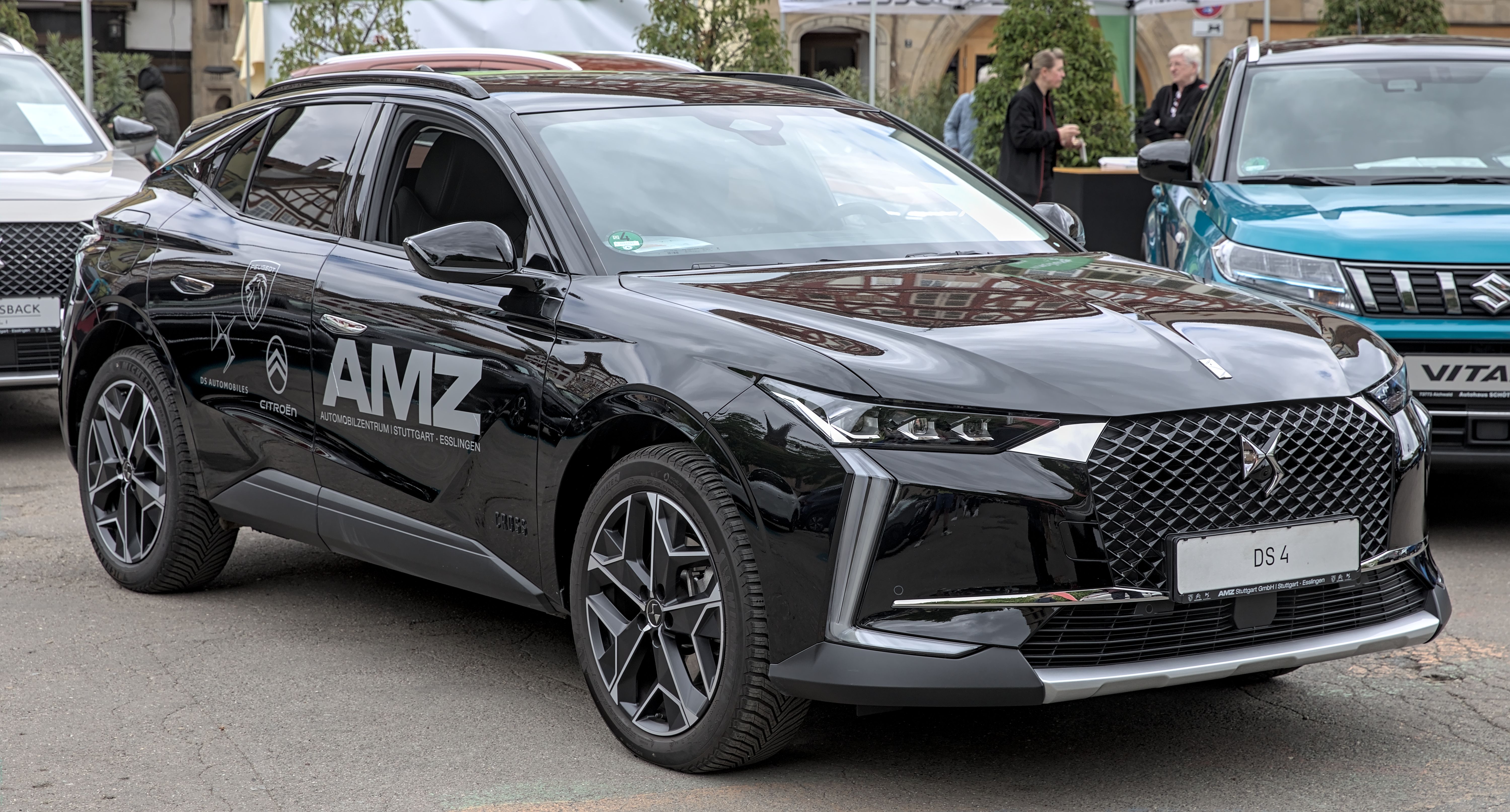
DS N°4
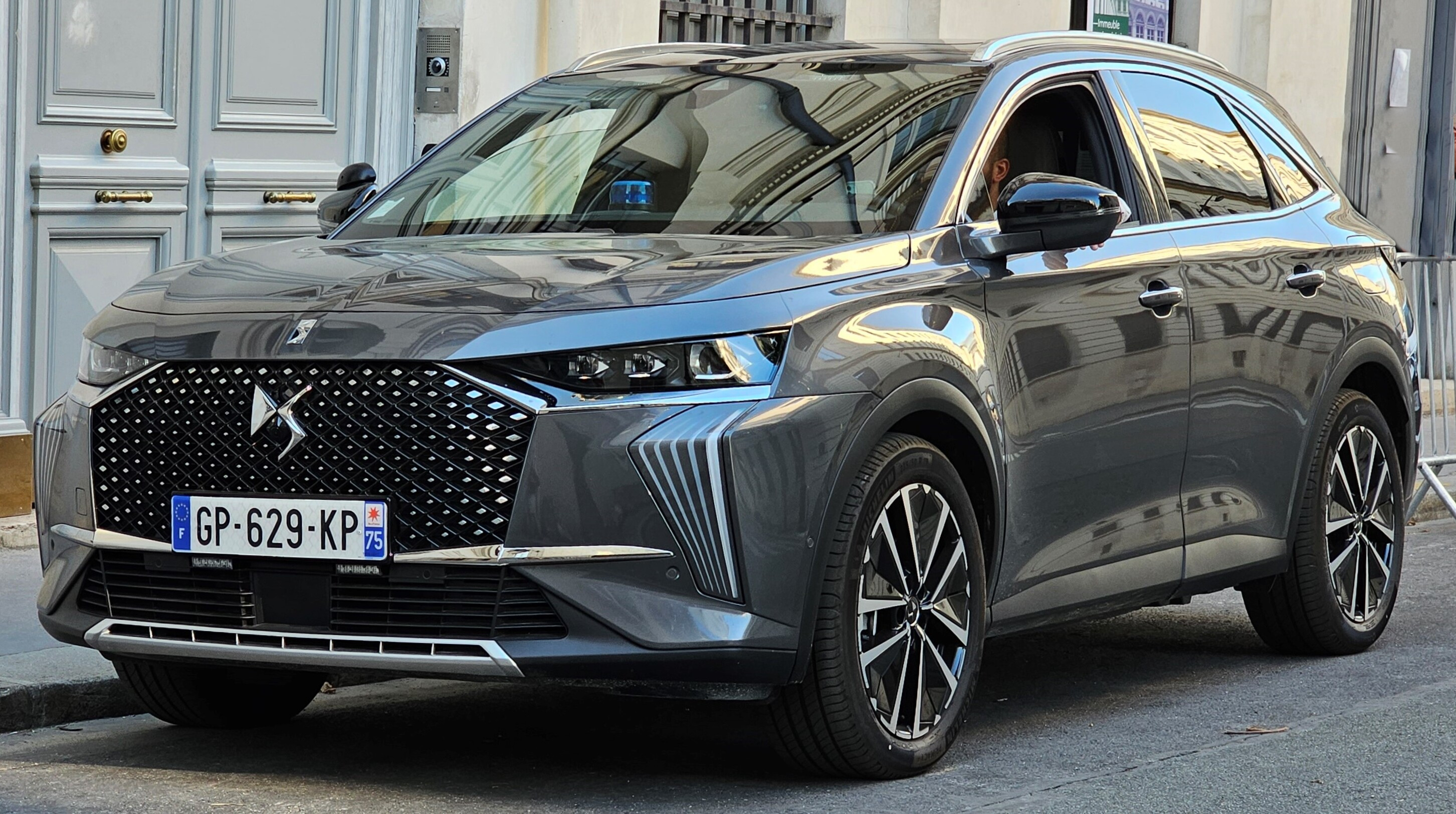
DS 7
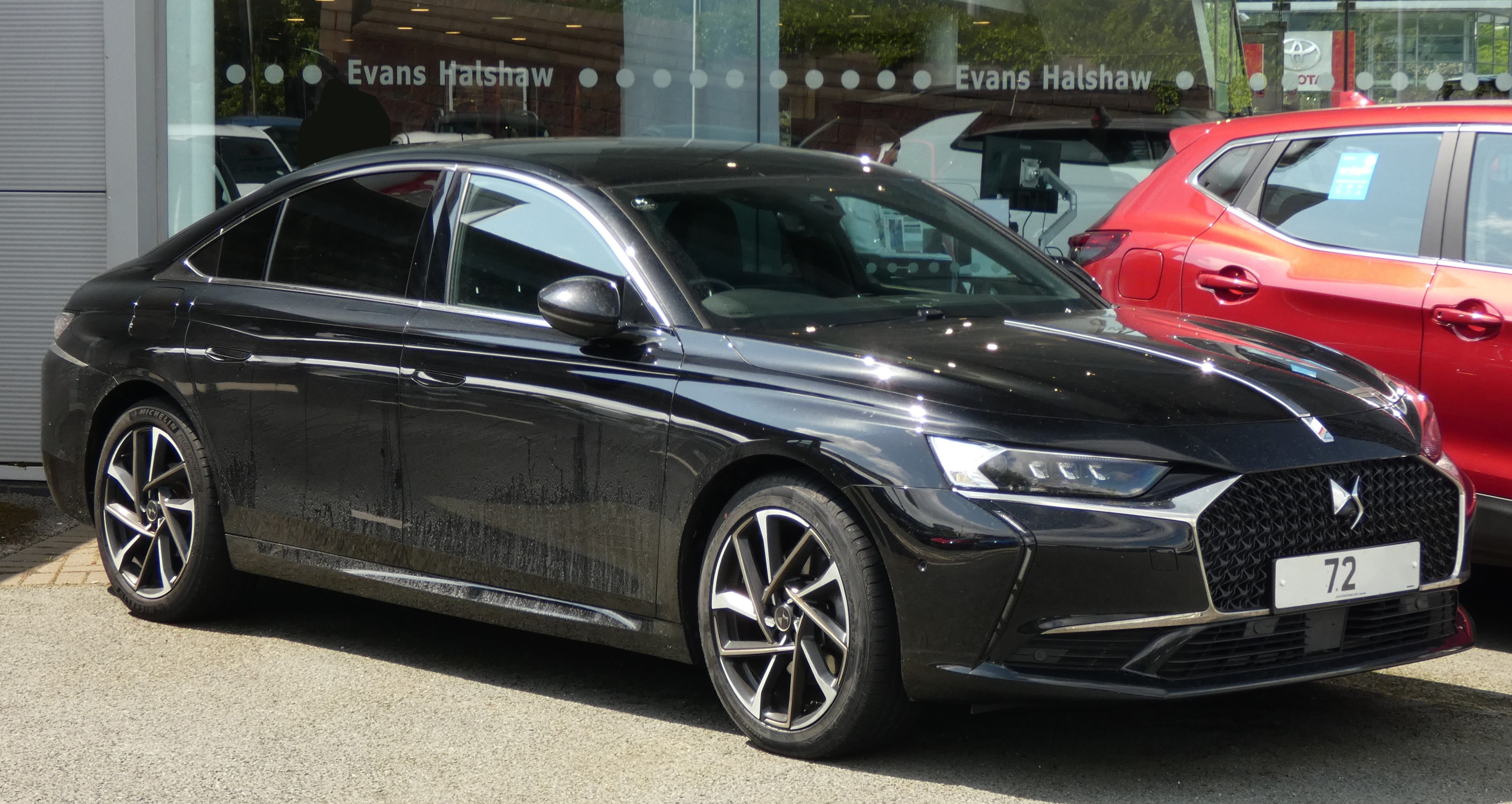
DS 9
- DS N°8

- DS 3
- DS 4
- DS 7
- DS 9

## Концепт-кари
- Citroën Traction Avant 22 CV
- Citroën G Van
- Citroën Prototype C
- Citroën C-60
- Citroën Project F
- Citroën Mini-Zup (1972)
- Citroën GS Camargue (1972)
- Citroën 2CV Pop (1973)
- Citroën Prototype Y
- Citroën C44 (1980)
- Citroën Karin (1980)
- Citroën Xenia (1981)
- Citroën Eco 2000 (1984)
- Citroën Eole (1986)
- Citroën Zabrus (1986)
- Citroën Activa (1988)
- Citroën Activa II (1990)
- Citroen AX14KD(~89-91)
- Citroen AX14BD(track edition)
- Citroën Citela (1992)
- Citroën Xanae (1994)
- Citroën Osmose
- Citroën Tulip (1995)
- Citroën C3 Lumière (1998)
- Citroën C6 Lignage (1999)
- Citroën Osée
- Citroën Démonstrateur Pluriel (1999)
- Citroën C-Crosser (2001)
- Citroën C-Airdream (2002)
- Citroën C-Airlounge (2003)
- Citroën C-SportLounge (2005)
- Citroën C-Airplay (2005)
- Citroën C-Buggy (2006)
- Citroën C-Métisse (2006)
- Citroën C-Cactus (2007)
- GT by Citroën (2008)
- Citroën Hypnos (2008)
- Citroën DS Inside (2009)
- Citroën Revolte (2009)
- Citroën Survolt (2010)
- Citroën Lacoste (2010)
- Citroën Taranis (2011)
- Citroën E-3POD Antistatic (2011)
- Citroën Tubik (2011)
- Citroën Numéro 9 (2012)
- DS Divine (2014)

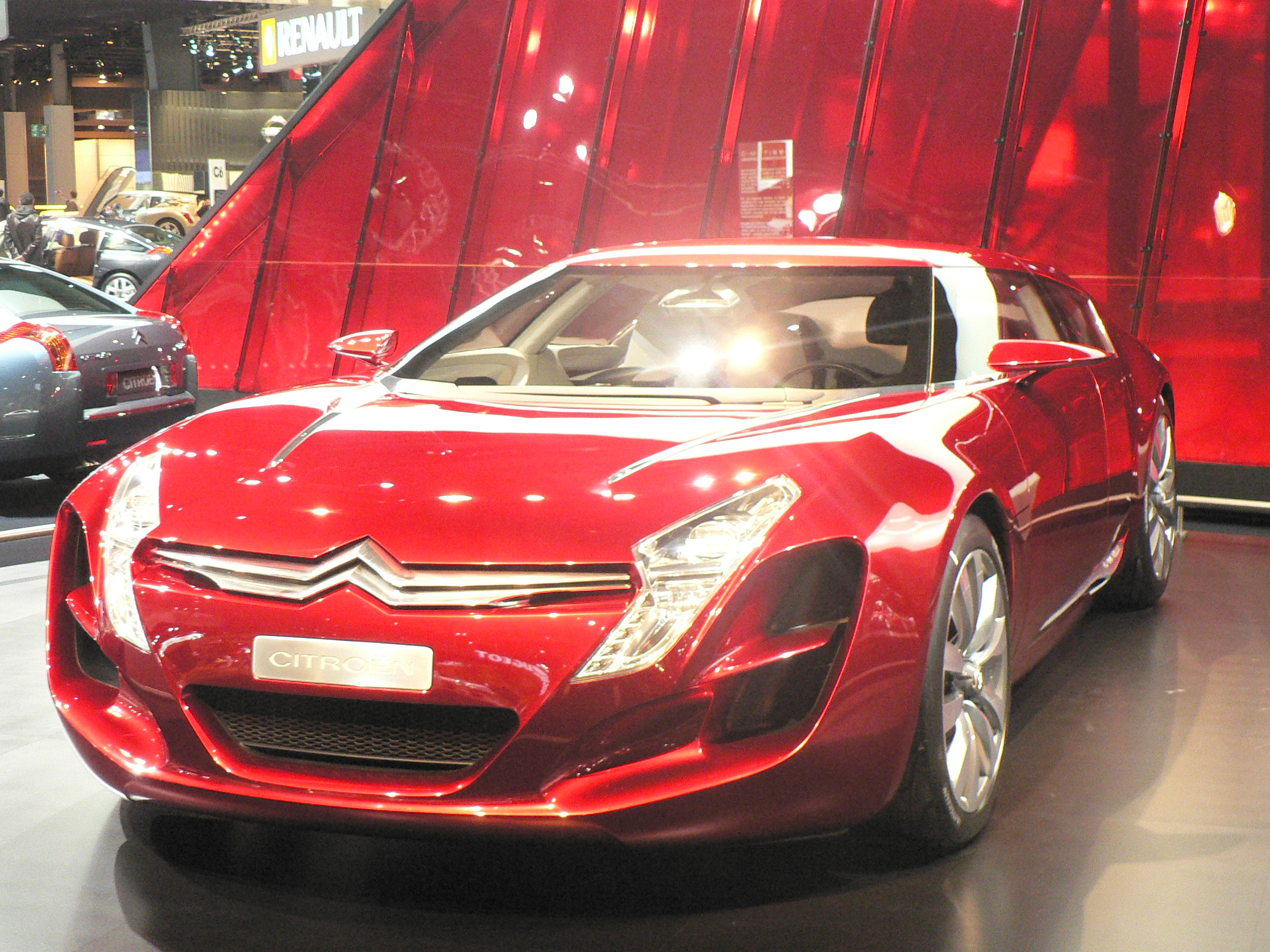
Citroën C-Métisse
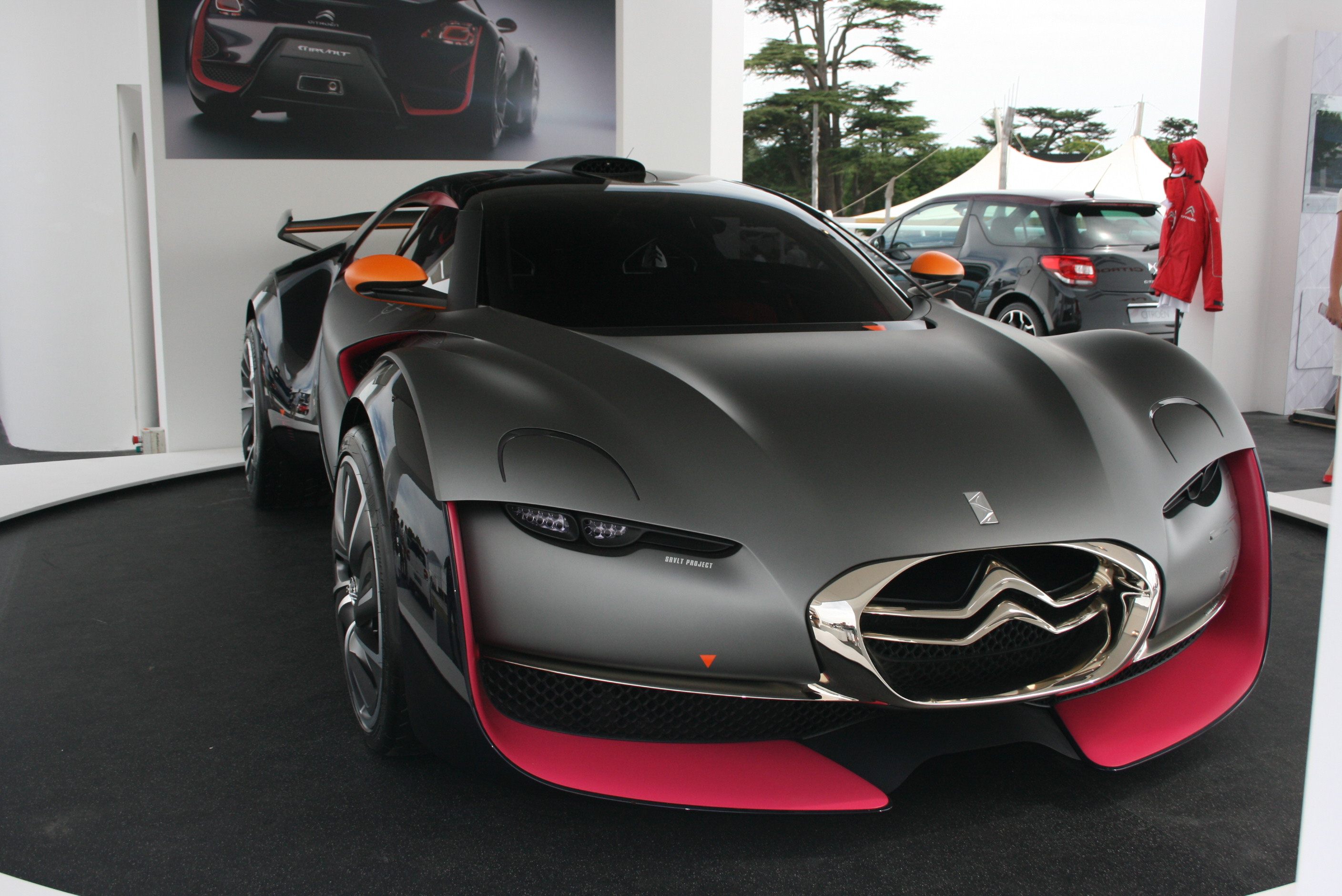
Citroën Survolt
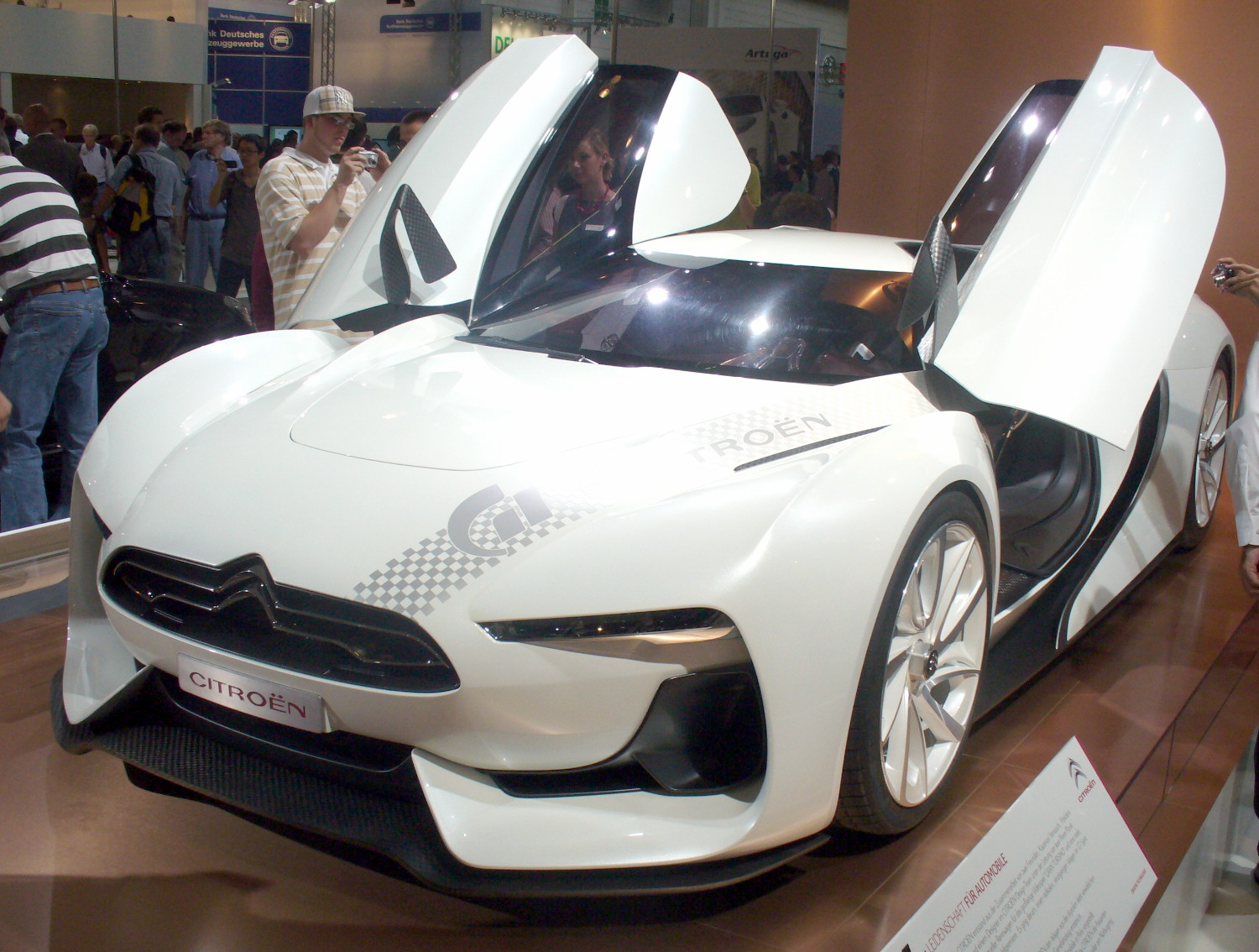
Citroen GT
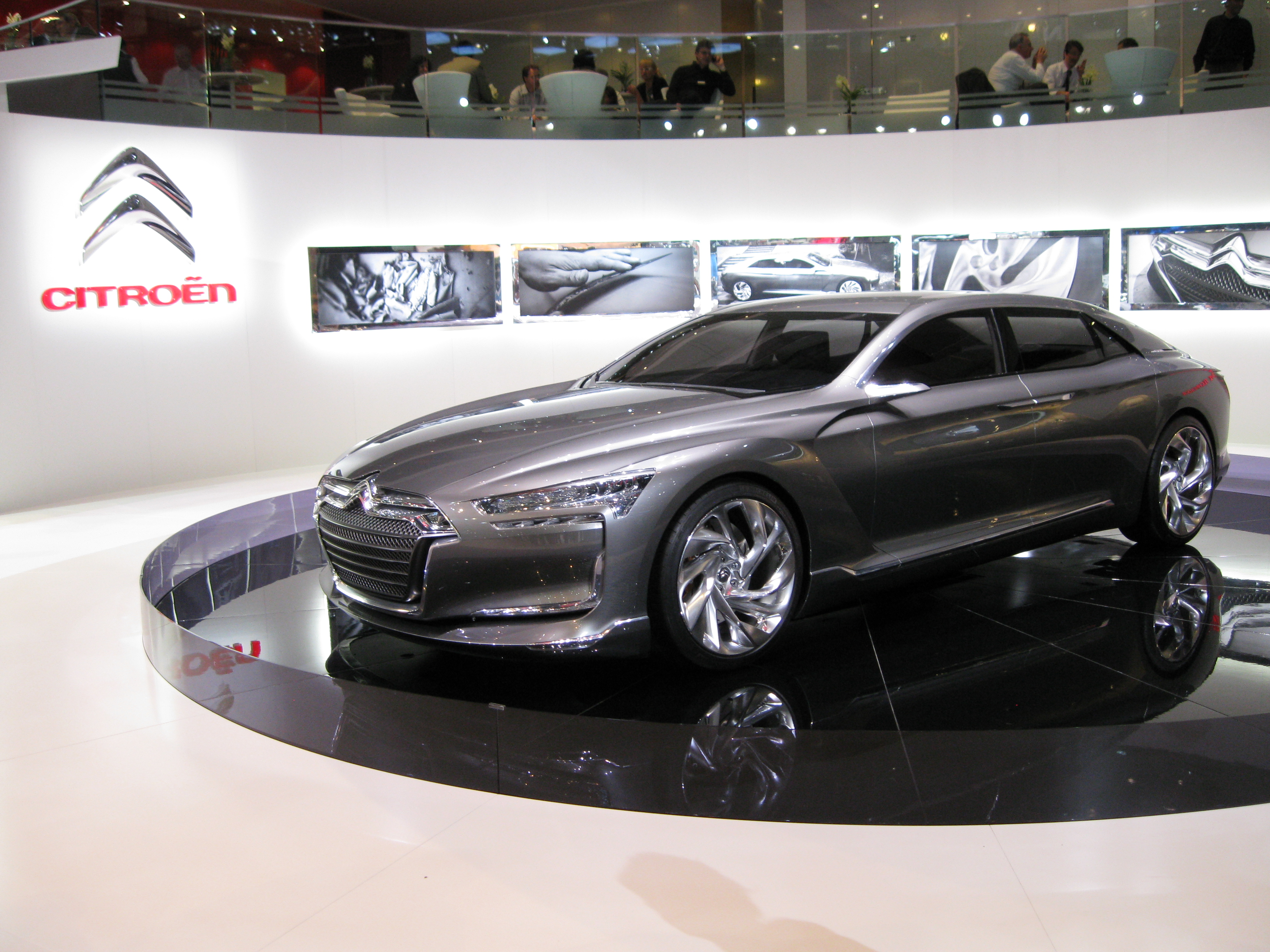
Citroën Metropolis

## Виноски
1. 1 2  SIRENE
2. ↑  https://entreprises.lefigaro.fr/automobiles-citroen-92/entreprise-642050199
3. ↑  https://www.autocar.co.uk/car-news/industry/citroen-and-ds-get-new-bosses-psa-reshuffle
4. ↑  http://www.drive.ru/citroen/history/ [Архівовано 14 лютого 2010 у Wayback Machine.] Історія Citroën
5. 1 2 3 4 5 6 7 8  http://uiga.marinaterpolilli.com/node/147 [Архівовано 24 жовтня 2014 у Wayback Machine.] Albo d'oro premio Auto Europa